# Esteban Paredes
Esteban Efraín Paredes Quintanilla (Cerro Navia, 1 de agosto de 1980)es un exfutbolista profesional chileno.
Es uno de los máximos ídolos de Colo-Colo, equipo del cual fue una de las figuras legendarias por sus récords y momentos destacados en dicho equipo. Además fue internacional absoluto con la selección de fútbol de Chile desde 2004 hasta 2018.
Es el máximo goleador de la historia de la Primera División de Chile, con 221 tantos. Actualmente, es el tercer goleador histórico de Colo-Colo con 198 goles, por detrás de Carlos Caszely (208) y Francisco 'Chamaco' Valdés (206). Además, es el máximo goleador chileno en la Copa Libertadores de América con 23 goles en 36 partidos y el máximo anotador internacional en la historia de Colo-Colo con 22 tantos en 33 encuentros, superando a Francisco Valdés e Ivo Basay (20).
Es el primer hexagoleador de la Primera División de Chile con 17 goles en el Apertura 2009 jugando por Santiago Morning; 14 goles en el Clausura 2011, 16 goles en el Clausura 2014, 12 goles en el Apertura 2014, 11 goles en el Clausura 2015 y 19 goles en 23 partidos en el Campeonato 2018 vistiendo la camiseta de Colo-Colo. Además, jugando por el Atlante de México, fue goleador del Apertura 2012 con 11 goles en 13 partidos. Por Colo-Colo, ha sido bigoleador de la Copa Chile con 7 goles en 8 partidos en 2015 y 8 goles en 8 partidos en la edición 2016. En Santiago Morning, fue goleador de la Primera B de Chile 2005 con 25 goles en 32 partidos.
A lo largo de su carrera, convirtió 367 goles en 710 partidos, de los cuales 12 fueron jugando por la selección chilena en 42 partidos disputados.

## Trayectoria

### Inicios y partida al fútbol mexicano (2000-2005)
Salido de las divisiones inferiores de Santiago Morning, Paredes fue promovido al primer equipo en 2000. El 18 de marzo de 2001 marcó su primer gol como profesional en la caída 3-4 contra Universidad de Chile en el Estadio Santa Laura por la tercera fecha del Torneo Nacional de ese año, curiosamente fue a Johnny Herrera, a quien le marco su primer gol en el profesionalismo. Debido a su poca continuidad con Los Microbuseros, es enviado a préstamo a Deportes Puerto Montt en 2002, para posteriormente demostrar sus capacidades en Universidad de Concepción, donde anotó dos goles en el plano internacional ante Santos Laguna por la Copa Libertadores 2004 en un empate 2–2 jugado en Collao. Luego, Paredes fichó por el Pachuca Juniors mexicano tras destacar con una buena temporada en La U De Conce.

### Santiago Morning y Cobreloa (2005-2007)
A mediados de 2005, volvió a la tienda bohemia, donde bajo órdenes de Ivo Basay ganó el título de la Primera B y salió goleador del torneo con 25 tantos en 32 partidos, mientras que en 2008 (tras jugar en Cobreloa la temporada anterior), tuvo la posibilidad de ir al AEK Larnaca de Chipre, la cual se truncó tras no haber prosperado las negociaciones.

### Retorno a Santiago Morning (2008-2009)
A principios de 2008 regresó a Santiago Morning tras su frustrado paso al fútbol chipriota, y en el elenco microbusero lograría afianzarse futbolísticamente con 27 años tras tantas idas y vueltas. Terminó como segundo goleador del Torneo Apertura 2008 con 15 tantos en 18 encuentros, solo detrás de Lucas Barrios de Colo-Colo con 19 anotaciones. Para el segundo semestre de 2008 los dirigentes del chago ficharon a Diego Rivarola (ídolo de Universidad de Chile, Paredes tiempo después sería ídolo de Colo-Colo) con quien haría una dupla letal. Recién en la octava fecha marcó su primer gol por el Clausura 2008 en el empate 2-2 sobre Universidad de Concepción, 3 fechas después volvió a marcar en la caída 2-1 sobre Colo-Colo en el Estadio Monumental, luego marcó 1 gol en el triunfo 2-0 ante Everton de Viña del Mar por la fecha 12, victoria 3-1 sobre Cobreloa por la fecha 15, caída 3-5 con Audax Italiano por la fecha 17 y anotó en la victoria 5-1 sobre Deportes Melipilla totalizando un total de 6 goles, finalmente su equipo no clasificó a playoffs terminando en el undécimo lugar.
El 1 de febrero de 2009 marcó su primer gol del año en el triunfo 2-0 sobre Cobreloa por la primera fecha del Torneo de Apertura, luego volvió anotar en la caída 1-2 sobre Ñublense por la tercera jornada, en la siguiente jornada marcó un doblete en la goleada 5-0 de local sobre Huachipato, anotó por tercera fecha consecutiva en la derrota 4-2 con Colo-Colo, por la sexta fecha anotó un póquer (4 goles) en la sufrida victoria 5-4 sobre Universidad de Concepción, así llegó a 9 goles en 6 partidos convirtiéndose en el goleador del campeonato y recibiendo elogios de la prensa local. Por la séptima fecha anotó los 2 goles de Santiago Morning en la igualdad 2-2 con Municipal Iquique en el Estadio Tierra de Campeones llegando a 11 goles en 7 partidos, tras estar una fecha sin convertir marcó otro doblete en la goleada 5-1 sobre Palestino y en la décima fecha anotó su 2.º triplete en el campeonato en el triunfo 3-1 sobre Everton llegando ni más ni menos a 16 goles en 10 partidos, su gran rendimiento le provocó un llamado a la selección en mayo para la Copa Kirin por parte de Marcelo Bielsa.
Terminaron el Apertura 2009 en el cuarto lugar con 27 unidades en 17 fechas de la mano de José Basualdo, por ende clasificaron a playoffs donde se enfrentaron a la Universidad Católica contra quienes cayeron 1-4 en el Estadio Nacional Julio Martínez Pradanos, Paredes marcó el gol "Microbusero" y así terminó máximo artillero del Torneo de Apertura 2009 con 17 goles. Gracias a esa gran temporada los 3 clubes grandes del país se interesaron en el para poder ficharlo y finalmente recaló en Colo-Colo después que la dirigencia alba comprará el 40% de su pase en US$ 500.000 dólares.

### Colo Colo (2009-2012)

#### Temporada 2009
El día 23 de junio de 2009, fue oficialmente presentado en Los Albos por el presidente Gabriel Ruiz-Tagle, firmando un contrato por tres años. Debutó unas semanas después el 12 de julio de 2009 en un empate 1–1 con Curicó Unido en el Estadio Monumental, válido por la primera fecha del Torneo de Clausura, donde pudo haber concretado su primer gol en el club, debido a que el defensor charrúa Sebastián Morquio cabeceó y anotó en propia portería tras un tiro libre de Paredes. El 18 de julio, Paredes convirtió su primer gol por el Cacique, en una victoria 2–1 sobre Deportes La Serena (nuevamente en el Monumental), para después convertir su primera tripleta durante la siguiente fecha contra la Universidad de Concepción en Collao, perfilándose así como el gran reemplazante de Lucas Barrios, quien la fecha anterior puso fin a su vínculo con el club para partir al poderoso Borussia Dortmund de la Bundesliga de Alemania. El 16 de agosto marcó un gol ante Rangers en una victoria 3–0 por la sexta fecha.
El 2 de septiembre volvió a anotar, esta vez por la quinta fase de la Copa Chile 2009 en la goleada 4-0 sobre Deportes Temuco en el sur del país, regresando al torneo nacional, el día 3 de octubre Esteban convirtió su primer gol en un Superclásico contra la Universidad de Chile adiestrada por José Basualdo (quien fuera su entrenador en Santiago Morning el torneo anterior), siendo su anotación el único tanto del partido, la cual cayó en gol tras un ajustado tiro libre que se paseó por la defensa y batió al meta Miguel Pinto. Entre citaciones a la selección nacional y otras cosas, Visogol volvió a encontrarse con las redes casi 2 meses después, el 29 de noviembre, cuando vencieron 1–0 a Deportes La Serena por la semifinal de ida de los playoffs en Macul, después en la vuelta golearon 3-0 en La Serena al conjunto papayero y así se clasificaron a la final del torneo.
Ahí se encontraron contra la Universidad Católica de Marco Antonio Figueroa, el partido de ida se jugó el 5 de diciembre en el Estadio Monumental donde "albos" y "cruzados" igualaron 2-2, para los albos anotaron Ezequiel Miralles y Mauricio Zenteno (autogol), mientras que para "La Franja" convirtieron Milovan Mirosevic y Hans Martínez. La revancha fue unos días después el 9 de diciembre en el Estadio Santa Laura y sin lugar a dudas, fue uno de los partidos más importantes en la carrera de Paredes, como ya se había mencionado anteriormente "El Popular" venía de empatar 2–2 con los de Las Condes en su reducto, por lo que ganar era una obligación. No obstante, los dirigidos por el entrenador Marco Antonio Figueroa comenzaron ganando con tempranero gol de Rodrigo Valenzuela al minuto de juego, luego el volante Charles Aránguiz empató mediante golpe de cabeza al minuto 13, para que veinte minutos más tarde Esteban después de amagar y sacarse exitosamente al defensor Hans Martínez, defina de túnel ante el golero Paulo Garcés. Posteriormente, el delantero Roberto Gutiérrez empató al minuto 66 tras un rebote, para que tan solo dos minutos después nuevamente Paredes anotara, esta vez de cabeza tras un córner de Macnelly Torres, convirtiendo su décimo gol por Colo-Colo. Luego salió al minuto 89 por Cristian Bogado bajo una ovación y finalmente fue el propio Bogado que terminó dando el golpe de knock–out al minuto 90 tras asistencia de Ezequiel Miralles decretando el 4–2 final que hizo que Colo-Colo bajo órdenes de Hugo Tocalli se adjudicará su estrella número 29.
Paredes se fue convirtiendo en titular indiscutible con el correr de las fechas jugando 20 duelos convirtiendo 9 goles en los 1.594 minutos que estuvo en cancha.

#### Temporada 2010
El inicio de la temporada entrante de nuevo sería auspiciosa, ya que Visogol convirtió ante Unión San Felipe y Cobreloa en igual cantidad de partidos, sumado a que en enero, el organismo de la IFFHS ubicó a Paredes como el 14.º mejor artillero de Primera División en el mundo con 26 goles, superando así a jugadores de la talla de Zlatan Ibrahimović, Diego Milito y el alemán Mario Gómez. El 16 de febrero debutaron en el Grupo 7 de la Copa Libertadores 2010 contra Deportivo Italia de Venezuela en el Estadio Monumental y ganaron por la cuenta mínima con gol de Paredes marcando su primer gol en un torneo internacional con Colo-Colo, el 24 de febrero marcó nuevamente en la caída 4-1 de visitante contra Cruzeiro, marcó por tercera jornada consecutiva de Libertadores en la igualdad 1-1 contra Vélez Sarsfield en el Monumental, no pudo jugar los 2 últimos partidos del grupo debido a una lesión en la rodilla, ya en la última fecha igualaron 1-1 con Cruzeiro de local quedando fuera del máximo torneo continental.
A mediados de marzo fue nominado por Marcelo Bielsa (seleccionador de su país en ese entonces) en las probables nóminas que Chile presente antes de ir a la Copa Mundial de Sudáfrica que su país disputará en junio de ese año. Sin embargo, el 30 de marzo en un amistoso ante la Selección venezolana en Temuco, el artillero sufrió un fuerte esguince en la rodilla derecha que lo dejó casi 2 meses fuera de las canchas, tras ser finalmente citado al máximo certamen mundial, Paredes volvió a ver acción por Colo-Colo después de cinco meses, siendo el 28 de marzo la última aparición que tuvo cuando jugó en Valparaíso contra San Luis de Quillota, anotando un doblete en aquella ocasión. Después de meses de adaptación, Esteban en los últimos 12 partidos de la temporada convirtió 7 goles, comenzó la racha el 25 de septiembre en la victoria 2-1 sobre Deportes La Serena por la fecha 25 del Torneo Nacional, luego por la fecha 27 marcó en la victoria 3–2 de local ante Universidad Católica y otro destacado fue el tanto convertido a Universidad de Chile en el empate 2–2 jugado en el Estadio Nacional en noviembre de ese año, para finalmente empañar sus actuaciones con una expulsión en la penúltima fecha ante O'Higgins en El Teniente, donde marcó el gol de su equipo al minuto 52' en una derrota 2–1, lo que entregó el título en bandeja a Católica que remontó tras estar a siete puntos de diferencia en el tercer lugar a 7 fechas del final.

#### Temporada 2011
Quedaron situados en el Grupo 5 de la Copa Libertadores 2011 con Santos de Brasil, Deportivo Táchira de Venezuela y Cerro Porteño de Paraguay. En la primera jornada cayeron 5-2 contra Cerro Porteño en el Estadio General Pablo Rojas y ahí Paredes marcó 1 gol, en la segunda jornada derrotaron de visita 4-2 a Deportivo Táchira con 1 gol de Paredes nuevamente, el "Tanque" volvió a convertir en el triunfazo 3-2 sobre el Santos de Neymar en el Estadio Monumental. No pudo jugar el duelo de vuelta con Santos (caída 3-2 en Brasil) debido a una lesión, regresó en el quinto partido contra Táchira en el Monumental, al cual derrotaron 2-1 con doblete de Diego Rubio. Ya en la última fecha quedaron eliminados al caer 2-3 contra Cerro Porteño en el Monumental, tras ir ganando increíblemente 2-0 con anotaciones de Cristóbal Jorquera y Esteban Paredes, Jonathan Fabbro remontó el partido al minuto 88 para el conjunto paraguayo tras un gol de tiro libre.
En el Torneo de Apertura 2011, los "albos" hicieron un irregular torneo clasificándose con lo justo a los playoffs en el octavo lugar, ahí se enfrentaron con Universidad Católica, la ida se jugó en el Monumental y Paredes marcó un doblete en la caída 2-4 contra la UC, en la revancha igualaron 1-1 y así los albos cerraron su pésimo primer semestre, Diego Rubio marcó el gol colocolino tras asistencia de Paredes.
El 7 de agosto marcó su primer gol por la segunda fecha del Clausura 2011 en el triunfo 3-1 sobre Santiago Wanderers y además fue la figura del encuentro ya que asistió en los otros 2 goles, volvería a marcar en la cuarta fecha en la igualdad 2-2 con Unión San Felipe, seguiría anotando en las próximas 2 fechas, un doblete en el triunfo de local 3-1 contra Palestino y 1 gol en la victoria 2-1 sobre Huachipato en el sur del país.
El 2 de septiembre volvió a marcar otro doblete en la victoria 2-0 sobre Cobresal en el Estadio El Cobre, además sería expulsado al minuto 86 tras agredir a José Luis Cabión (quien también se fue expulsado) recibiendo 1 fecha de sanción.
El 30 de octubre se jugó el Superclásico 168 entre Colo-Colo y la Universidad de Chile en el Estadio Monumental; los azules empezaron ganando al minuto 6 con gol de penal de Charles Aránguiz, luego al 45+2' del primer tiempo Paredes de penal también marcó la igualdad 1-1, y luego al 59' tras centro de Patricio Jerez Paredes de cabeza batió nuevamente a Johnny Herrera para el 2-1 y convertir su décimo personal en el campeonato, luego tras un centro de Marcelo Díaz al 90+12' de agregado, Osmar Molinas cabeceó hacía su propio arco para decretar el 2-2 final. Tras el término del partido Paredes se fue expulsado tras insultar al árbitro Claudio Puga junto con Lucas Wilchez, debido a esto recibió 2 fechas de sanción, regresando para la última fecha del Clausura 2011 en el triunfo de local 2-1 sobre Ñublense, así terminaron terceros la fase regular.
En Playoffs quedaron emparejados con Deportes La Serena en cuartos de final, al que golearon 6-2 con doblete de Paredes. En semifinales se enfrentaron a su "bestia negra" Cobreloa, en el duelo de ida cayeron 2-3 en el Estadio Monumental y en la revancha ganaron 2-1 en el antiguo Estadio Municipal de Calama pero de nada les sirvió ya que igualaron 4-4 en el global y por quedar mejor posicionado en la fase regular Cobreloa avanzó a la final del torneo.
En 2011 revalidó su puesto como máximo goleador chileno del mundo en primera división en el puesto 33 según la IFFHS. En ese mismo año se convirtió en el capitán de Colo-Colo, además de consolidarse como referente y salir goleador del Torneo de Clausura 2011 con 14 tantos. También salió elegido el "Mejor delantero izquierdo", honor que le permite entrar al equipo ideal de 2011 en los premios de El Gráfico.
Para los premios de la ANFP sale galardonado como el "Mejor delantero centro" y con el premio del botín de oro como goleador de la Temporada 2011 del fútbol chileno con 19 goles.

#### Temporada 2012
Marcó su primer gol anual el 19 de febrero de 2012 en la victoria 3-1 sobre Unión La Calera por la cuarta fecha del Torneo de Apertura, después tuvo una sequía de 2 meses convertir que finalizó el 1 de abril en la goleada de visitante sobre Huachipato por 3-0 por la décima fecha, también en la fecha siguiente en la derrota 4-2 contra Unión Española y en la última fecha del Torneo de Apertura selló el paso a cuartos de final de los Play-Offs tras marcar una tripleta en el triunfo de visita 3-1 sobre Audax Italiano, así acabaron sextos la fase regular con 26 puntos, a 14 del líder la Universidad de Chile. En los cuartos de final ida marcó un doblete en la igualdad 3-3 con Deportes Iquique de local, y en la revancha ganaron 2-1 en el Estadio Tierra de Campeones con anotaciones de Carlos Muñoz Rojas y Mauro Olivi para avanzar a semifinales.
Ahí se enfrentaron al archirrival Universidad de Chile, la ida se jugó el día 17 de junio de 2012 y ganaron 2-0 en el Estadio Monumental, Paredes abrió la cuenta al minuto 15 marcando un gol al ángulo del portero Johnny Herrera, luego Bryan Rabello marcó el 2-0 final al minuto 47 tras pase de Paredes, quien se fue expulsado al minuto 60 tras una falta sobre Charles Aránguiz, este sería su último partido en su primer ciclo en Colo-Colo ya que quedó suspendido para la vuelta donde la U goleó 4-0 en el Estadio Nacional.
Cierre de su primer ciclo y polémica salida
Se despide del club albo terminado el torneo y recala en el Atlante del fútbol mexicano por un monto de U$ 1,200.000 dólares, terminando así un paso de 3 años y ganando un título en el club de Pedreros, donde antes dejaría un recado a la dirigencia alba tras su partida al fútbol mexicano.

### Atlante (2012-2013)
El 4 de julio de 2012 fue presentado de manera oficial como refuerzo del Atlante F. C. de México. Su debut fue el día 22 de julio de 2012 en la primera fecha del Torneo de Apertura en el empate 0-0 entre el club azulgrana y el Pachuca. Su primer gol lo logra en la segunda fecha del mismo torneo el día 28 de julio en la derrota 2-1 ante Tigres. El 5 de agosto volvió a anotar nuevamente, esta vez en el empate a 2 frente a América. Anotó su primer doblete en la cuarta fecha de dicho torneo el día 10 de agosto en la victoria de visita 2-1 ante Jaguares de Chiapas, llevando una racha hasta esa fecha de 4 goles en 4 partidos. El 1 de septiembre volvió a anotar, esta vez en la victoria por 1-0 sobre el Querétaro F.C. La siguiente fecha volvió a convertir, pero su equipo cayó derrotado por 2-1 frente a Tijuana. El 30 de septiembre sufrió una distensión de ligamentos, teniendo que estar algunas semanas fuera de las canchas. Regresó el 21 de octubre, anotando un doblete en la victoria por 3-1 frente a Chivas de Guadalajara. Luego anotó consecutivamente en las últimas 3 fechas de la fase regular frente al Puebla, León y Pumas de la UNAM. Sin embargo, quedaron ubicados en la 14.ª posición, lo que no les permitió acceder a la Liguilla. Finalizada la temporada, Paredes se ubicó como el máximo goleador del torneo con 11 goles, y fue elegido el segundo mejor jugador de la Primera División de México (solo superado por el ecuatoriano Christian Benítez). Además, ocupó la jineta de capitán durante varios partidos del torneo.
Ya en el Torneo de Clausura 2013, anotó su primer gol en 2013 el 13 de enero en un partido válido por la segunda fecha del torneo, frente a Tigres en la derrota de local por 3-1. El 3 de febrero volvió a anotar en la victoria por 3-1 sobre el Monterrey. Tras varias fechas sin convertir, volvió al gol el 9 de marzo en la derrota de visita frente al Santos Laguna por 2-1. El 21 de abril anotó su primer doblete en el torneo frente al Puebla, cuyo partido fue ganado por 2-0. El Atlante se ubicó en el último lugar de la tabla con solamente 13 puntos, y en este torneo Paredes anotó solo 5 goles.

### Querétaro F.C. (2013-2014)
El 29 de mayo de 2013 es oficialmente vendido a los Gallos Blancos de Querétaro por $2,000,000 USD, siéndole asignado el dorsal «10». El equipo de Querétaro era un nuevo club adquirido por un empresario de la industria del petróleo en México y estaba planeando crear un equipo competitivo en la Liga MX en una de las ciudades más importantes y pujantes industrial comercialmente de México, Santiago de Querétaro.
Realizó su debut el 19 de julio de 2013 en la derrota de local por 3-1 frente al Monarcas Morelia, partido válido por la primera fecha del Torneo de Apertura 2013. En su segundo partido el 28 de julio frente a Pumas, anotó su primer gol por el Querétaro a los 81 minutos de partido en la victoria 3-0. La siguiente fecha anotó de penal en el empate a 3 goles frente al Monterrey. Paredes volvió a anotar el 9 de agosto en el empate 1-1 frente a Jaguares y así al igual que en el Atlante marcó 4 goles en las primeras 4 fechas de manera consecutiva. El 23 de agosto anotó a los 33 minutos en la victoria por 2-0 sobre Guadalajara. La siguiente fecha, anotó de penal en la victoria por 2-0 de visitante sobre Cruz Azul. Tras estar por unas fechas sin anotar, volvió a convertir el 18 de octubre en la victoria por 2-0 sobre León. Su club terminaría en 7° posición en la fase regular con 26 puntos, logrando acceder a la Liguilla. En cuartos de final al Santos Laguna, perdiendo en el partido de ida por 3-2. En el partido de vuelta perdieron por 3-1, quedando eliminados de la Liguilla por un marcador global de 6-3. Paredes tuvo una buena participación, anotando 6 goles y 6 asistencias durante el campeonato. Además durante algunos partidos, fue el capitán del equipo.
A pesar de los rumores que lo vinculaban con un posible regreso a Colo-Colo, Paredes jugó el 3 de enero de 2014 en la victoria por 1-0 sobre el Monarcas Morelia, siendo este partido válido por la primera fecha del Clausura 2014. Sin embargo, este fue finalmente su último partido por el club.

### Regreso a Colo Colo (2014-2021)

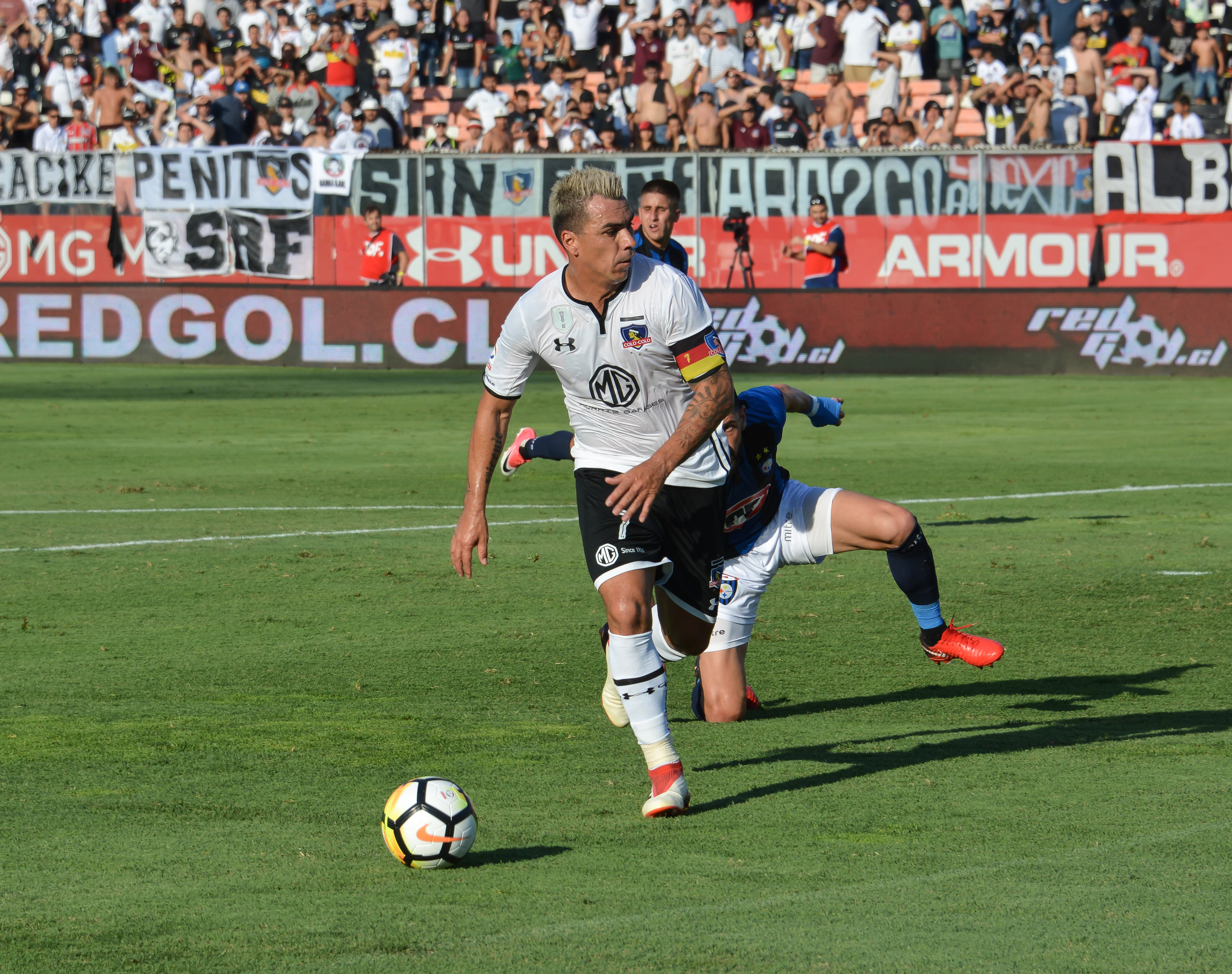
Paredes jugando por la camiseta de Colo Colo

Tras rumorearse en varias oportunidades con la posibilidad de que Paredes regresara a Colo-Colo, finalmente tras largas negociaciones el 13 de enero de 2014 fue presentado oficialmente como el tercer y último refuerzo de Los Albos. En su presentación afirmó que utilizaría el dorsal «30», en alusión al campeonato que en caso de obtener, sería el título N.º 30 del cuadro colocolino, Colo Colo pagó la cláusula de 1,1 millones de dólares al Querétaro, Paredes firmó contrato con el club de sus amores hasta finales de 2016.

#### Temporada 2014
Paredes re-debutó por el club 2 días después, aportando con una asistencia a Jaime Valdés en el empate a 1 de local frente a Deportes Antofagasta por la tercera fecha del Torneo de Clausura 2014. En su segundo partido por el club el 25 de enero, anotó el tercer gol en la victoria por 5-2 frente a Deportes Iquique en el norte del país, siendo esta su primera anotación en su regreso al club. La siguiente fecha frente a Huachipato anotó un hat-trick en la victoria por 5-3. Su racha goleadora continuó durante la próxima fecha, tras anotar de cabeza en la victoria por 4-1 sobre Unión Española. Tras una fecha sin marcar, el 23 de febrero anotó el segundo de la victoria por 2-1 sobre Palestino. La semana siguiente marcó en la apertura de la cuenta frente a Cobresal, el encuentro fue ganado por 3-2. La fecha posterior, Paredes jugó de capitán y anotó un doblete en la goleada por 5-1 sobre Unión La Calera en calidad de visitante.
2 semanas después, en el partido frente a O'Higgins Esteban se hizo presente en el marcador, anotando el 3-0 definitivo de penal en los descuentos; en la fecha siguiente anotó la apertura de la cuenta frente a la Universidad de Concepción con un gol de tiro libre, sin embargo, el equipo "campanil" dio vuelta el partido y consiguió arrebatarle el invicto a los albos, con importantes implicancias para "visogol", ya que en los últimos minutos fue derribado en el área pero el controvertido juez Enrique Osses desestimó la acción, desatando los airados reclamos de Paredes que terminaron, primero en su amonestación y luego en su expulsión por supuestos insultos proferidos al réferi, con esto el goleador fue suspendido por 2 partidos; el superclásico frente a la Universidad de Chile que terminó con victoria alba por 1-0 y el encuentro ante Santiago Wanderers donde Colo Colo también venció por la mínima y se titularon campeones del fútbol chileno; una vez finalizado el lance, Paredes ingresó al césped del Monumental para dar la vuelta olímpica con sus compañeros.
Su tarde soñada sería en la fecha 17, la última del campeonato frente a Ñublense en Chillán, Esteban necesitaba convertir 3 goles para sobrepasar a David Llanos en la tabla de goleadores y consagrarse como el máximo artillero del torneo; Finalmente Esteban Paredes anotó los 5 goles con que los Albos derrotaron a los chillanejos por 5-3 y consiguió ser máximo anotador del clausura con 16 goles. Cabe recordar que a su regreso a Colo Colo, Paredes declaró a la prensa que si hacía 15 goles, probablemente serían campeones; la hinchada colocolina reaccionó con fervor al comprobar que Paredes había cumplido su pronóstico, en efecto, Colo Colo bajó la esquiva estrella 30, aunque no con 15 goles de Paredes, sino con 16 anotaciones de su máximo referente en los últimos años.
Jugó 13 partidos por el Clausura 2014 marcando 16 tantos en los 1.162 minutos que estuvo en cancha, además salió goleador del torneo y conquistó la tan ansiada estrella 30 luego de 4 años de fracasos.

#### Temporada 2014-15
Anotó su primer gol de la Temporada 2014-15 en el triunfo 2-1 sobre Rangers en Coquimbo por la tercera fecha de la Copa Chile 2014-15.
El 19 de julio de 2014 por el partido de la fecha 1 del Torneo de Apertura, Paredes marcó de penal en la igualdad 1-1 contra San Marcos de Arica en el norte. Volvió anotar en la segunda fecha del torneo marcando los 2 goles (1 de penal) en el sufrido triunfo 2-0 sobre Deportes Iquique en el Estadio Monumental y así logró un nuevo récord de ser el único jugador de Colo Colo, en anotar 8 goles consecutivos, en campeonatos nacionales de la Primera División de Chile, 5 goles (1 de penal) ante Ñublense en la última fecha del Torneo Clausura 2014 (primer campeonato del año), 1 gol en la primera fecha del Apertura 2014 y 2 goles en la segunda fecha del Apertura 2014, logrando 8 goles consecutivos en 3 partidos de primera división de Chile,
Tras llevar 1 fecha sin convertir, el 10 de agosto marcó en la derrota de local 2-3 ante O'Higgins por la cuarta fecha, en la siguiente jornada volvió a convertir en otro sufrido triunfo por 2-0 ante la Unión Española, por la sexta fecha anotó un doblete en la victoria 3-0 sobre Barnechea logrando marcar 7 goles en las 6 primeras fechas del Apertura 2014, en la octava jornada del campeonato, Paredes marcó el primer gol (de penal) en la goleada por 4-0 ante Deportes Antofagasta.
Tras llevar varias fechas sin anotar marcó el 5 de octubre luego de 1 mes al minuto 68 en la victoria por la cuenta mínima sobre Universidad de Concepción, así los albos lograron volver a vencer a Universidad de Concepción luego de 4 años (última victoria fue en 2010). El 19 de octubre, Paredes jugó su primer superclásico desde su regreso a Colo Colo, que terminó en victoria 2-0 sobre la U en el Estadio Monumental, abrió la cuenta al minuto 51' tras un centro de Felipe Flores que Paredes cacheteó en el área batiendo al meta Johnny Herrera, luego al 78' Jean Beausejour anotó el definitivo 2-0 que desató la locura en Pedreros, Paredes salió al minuto 76' por Claudio Maldonado, bajo una ovación en un encuentro válido por la fecha 11 del Torneo de Apertura 2014 y así los albos dejaron al rojo vivo la lucha por el título quedando a solo 2 puntos de la U a 6 fechas del final. En la siguiente fecha, el "Tanque" siguió en racha y anotó en el triunfo de visita 2-0 sobre Unión La Calera. Marcó por cuarta fecha consecutiva al minuto 90+1 mediante lanzamiento penal en la victoria por la cuenta mínima sobre Cobresal por la jornada 13.
El 6 de diciembre de 2014 Colo Colo enfrentó a Santiago Wanderers en Valparaíso, mientras que la U (estos 3 equipos peleaban por el campeonato) jugó con Unión La Calera. Los 2 partidos se jugaron en simultáneo por la última fecha del Apertura para ver quien sería el nuevo campeón del fútbol chileno, finalmente Colo Colo perdió por 2-0 ante Santiago Wanderers y la U ganó 1-0 con gol de penal de Gustavo Canales, el "Tanque" ingreso al minuto 71 por Felipe Flores.
Jugó todos los partidos del Apertura 2014 marcando 11 goles, además recibió el botín de oro por parte de la ANFP. En el mismo torneo, Paredes se convirtió tetragoleador del fútbol chileno, el segundo en la historia de campeonatos de primera división del país.
Marcó su primer gol del año el 11 de enero de 2015 en la caída 3-2 con Deportes Iquique en el norte, encuentro válido por la segunda fecha del Torneo de Clausura 2015, en la siguiente fecha marcó 1 gol en la igualdad 2-2 con Huachipato en el Monumental. Tras estar 3 fechas sin convertir, anotó el primer gol en la goleada de local 4-1 sobre Barnechea. El 18 de febrero debutaron en la Copa Libertadores 2015 contra Atlético Mineiro de Brasil en el Estadio Monumental y simplemente tuvieron un debut perfecto, Felipe Flores abrió la cuenta al minuto 39 y luego tras un centro de Jean Beausejour, Paredes marcó el definitivo 2-0 al minuto 66.
Por la novena fecha del campeonato local fue el héroe de su equipo al marcar el único tanto en la victoria por la cuenta mínima sobre Ñublense (equipo que estaba peleado el descenso), el 4 de marzo volvió a inflar las redes en la arena internacional al marcar un "doblete" en el triunfo de local 2-0 sobre Atlas de México, 4 días después, el 8 de marzo, marcó por tercer duelo consecutivo en la décima fecha del Clausura en la goleada 3-0 ante la Universidad de Concepción, por la undécima fecha enfrentaron a la Universidad de Chile en el Estadio Nacional en el superclásico N°177, y Paredes una vez más mostró su estirpe clasiquera al ser protagonista del duelo, ya que fue la figura del partido al marcar los 2 goles de su equipo; primero marcó la igualdad 1-1 al minuto 50' tras una habilitación de Jaime Valdés y luego al minuto 90+3' decretó el triunfo 2-1 mediante lanzamiento penal, así llegó a 96 goles por Colo Colo y a 7 goles en 11 jornadas del campeonato, en la siguiente fecha cayeron goleados por 1-4 de local contra Unión La Calera y Paredes marcó el gol del honor así logró marcar durante 5 partidos consecutivos.
El 7 de abril viajaron hasta México para disputar el cuarto duelo del grupo contra Atlas al cual vencieron 3-1 en tierras mexicanas, y Paredes otra vez se hizo presente en el marcador al marcar 2 goles, llegando a los 99 goles por Colo Colo, el 22 de abril tuvieron que definir su clasificación a octavos de final de la Copa Libertadores contra Atlético Mineiro en el Estadio Mineirao de Belo Horizonte por la última fecha del grupo tras caer 0-3 de local contra Santa Fe en la jornada anterior, un empate o caer por 1 gol les bastaba para asegurar la clasificación, pero no fue así ya que el conjunto brasileño ganó 2-0 a un defensivo Colo-Colo y lo eliminó del torneo continental, regresando al torneo local, el 26 de abril Paredes llegó a los 100 goles por Colo Colo, en la fecha 16 del Clausura ante Cobreloa en Calama en la goleada alba por 4-0, Paredes ingresó en el segundo tiempo por Bryan Carvallo y marcó el 3-0 momentáneo, ese resultado sentencio a Cobreloa a bajar a la Primera B. Por la última fecha del torneo local Colo-Colo cerró su semestre ante Santiago Wanderers en el Monumental donde Paredes anotó 2 goles en el triunfo 3-1 y se convirtió en el primer pentagoleador del fútbol chileno, al marcar 11 goles y quedar como goleador del torneo junto a Jean Paul Pineda jugador de Unión La Calera con 11 goles en los 15 partidos (al igual que Paredes). En este campeonato Colo Colo fue subcampeón y el campeón fue Cobresal quien consiguió el primer campeonato nacional de su historia.

#### Temporada 2015-16

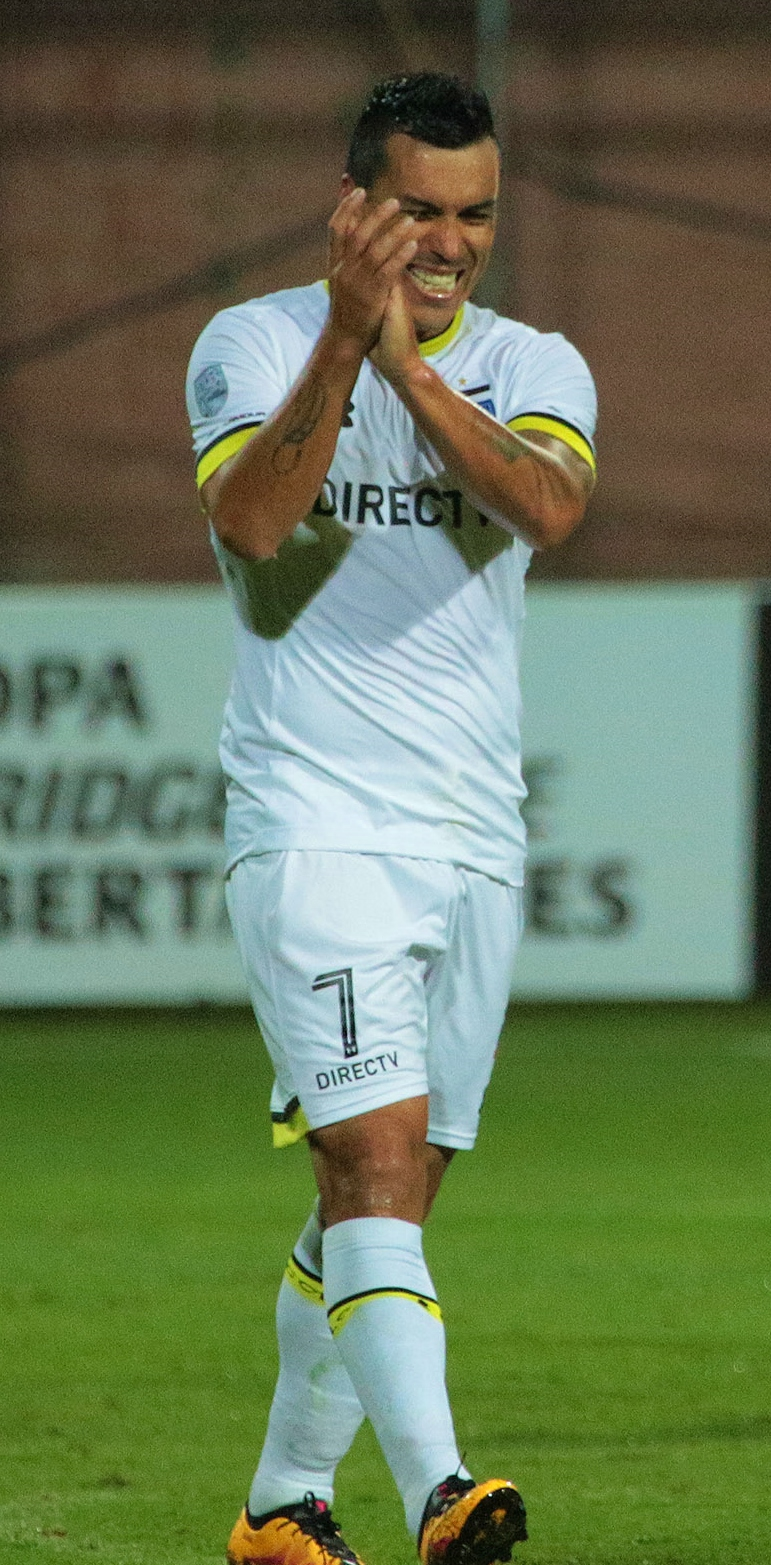
Paredes durante 2016

Con la llegada de José Luis Sierra a la banca de Colo Colo, el sistema de juego cambiaría a uno más defensivo, por lo que Paredes se vio afectado con este nuevo formato. Anotó su primer gol en la Temporada 2015-16 el 16 de julio de 2015 anotando un doblete en la victoria 4-2 sobre Ñublense por fase de grupos de la Copa Chile 2015, 5 días después volvería a marcar, nuevamente otro doblete en el triunfo de local 3-1 sobre Deportes Concepción. El 9 de agosto marcó su primer gol por el Apertura 2015 en la goleada 4-1 sobre Audax Italiano por la segunda fecha marcando un gol mediante lanzamiento penal.
El 8 de septiembre jugaron el partido de vuelta contra Coquimbo Unido por los octavos de final que terminó en triunfo albo por 3-0 y global de 4-1 con anotación incluida de Paredes, por la sexta fecha del campeonato local volvió a marcar en el triunfo 3-1 sobre Unión La Calera y así los albos lograron 6 triunfos seguidos en las primeras 6 fechas del Apertura. El 22 de septiembre marcó un gol en el sufrido empate 2-2 contra Deportes Copiapó lo cual les permitió clasificar a semifinales tras ganar la llave por un ajustado 5-4, y a la vez Paredes llegó a 7 goles en 6 apariciones por la Copa Chile 2015, tres días después, los albos vencieron 2-1 a Huachipato por la décima fecha del campeonato, y Paredes marcó el gol del triunfo al minuto 83 de partido vía penal.
El 31 de octubre se jugó el Superclásico 178 del fútbol chileno donde Colo-Colo enfrentó a su archirrival la Universidad de Chile por la undécima fecha en el Estadio Monumental, el equipo de Sierra jugó correcto partido venciendo 2-0 a la U, Esteban marcó el segundo gol al minuto 81 de juego liquidando el duelo, salió al minuto 90+3' por Andrés Vilches bajo una ovación, por la duodécima fecha marcó un "doblete" en la sufrida victoria 2-1 contra O'Higgins para así llegar a 6 goles en el presente torneo. El 2 de diciembre jugaron la final de la Copa Chile 2015 contra su archirrival la Universidad de Chile en el Estadio La Portada de La Serena terminaron igualando 1-1 y en la tanda de penales la U fue más que Colo Colo y se coronó campeón del certamen ganando 5-3, el 6 de diciembre se debía jugar la definición por el Apertura 2015 ante Santiago Wanderers en el Estadio Elías Figueroa Brander, pero el partido no se jugó debido a la "batalla campal" entre los Panzers (hinchada de Wanderers) y la Garra Blanca (Hinchada de Colo Colo), pero gracias a la victoria de Audax Italiano 1-0 sobre la Universidad Católica Colo Colo saldría campeón bajando su estrella 31 aunque no con bombos y platillos.
Finalmente el 11 de enero de 2016 se jugó este partido en el Estadio Elías Figueroa Brander con las puertas cerradas, Paredes abriria el marcador a favor de Colo Colo en el 1-0, pero Wanderers daría vuelta el marcador y garian por 2 goles a 1 pero de todas maneras Colo Colo ya era campeón.
Marcó su segundo gol oficial en 2016 el 14 de febrero en el triunfo 2-1 sobre Deportes Antofagasta por la quinta fecha del Torneo de Clausura 2016, 4 días después, el 18 de febrero los albos debutaron en el Grupo 5 de la Copa Libertadores 2016 ante Independiente del Valle en el Estadio Rumiñahui de Sangolquí, Paredes marcó el gol de los albos en la valioso empate 1-1 que lograron en tierras ecuatorianas, por la segunda fecha enfrentaron a FBC Melgar de Perú, al cual vencieron por la cuenta mínima con otro gol de Paredes tras un rebote del arquero. El 10 de marzo Paredes salió lesionado al minuto 79 del duelo de la tercera fecha de la Libertadores ante Atlético Mineiro de Brasil que fue un empate a 0, producto de un esguince de tobillo que lo dejó 3 semanas fuera de las canchas y se perdió a la vez 3 partidos: los destacados fueron el superclásico contra la U (empate 0-0) y la revancha contra Mineiro (derrota 0-3 en Brasil).
El 2 de abril Esteban volvió a las canchas tras su esguince y también volvió al gol después de 1 mes y medio ante Huachipato por la décima fecha del Clausura 2016, marcando mediante lanzamiento penal el 1-1 final y solo su segundo gol en torneo, el 7 de abril debían vencer a FBC Melgar en Perú para seguir con vida en la Libertadores, algo que sí logró gracias a un doblete de Paredes, Colo Colo venció 2-1 al elenco peruano dando vuelta el marcador tras dos centro de Beausejour anotando ambos tantos de cabeza, una semana después el 14 de abril los albos se jugaron su clasificación a octavos de final contra Independiente del Valle en el Estadio Monumental, si los albos vencían clasificaban a octavos de final, algo que no ocurrió ya que empataron 0-0 contra el equipo ecuatoriano, al minuto 90+3' Paredes pudo cambiar la historia ya que mando un cabezazo al palo tras un córner, para destacar el único jugador que marcó todos los goles Colo Colo en la Copa Libertadores 2016 fue Paredes (4). El 30 de abril jugaron la última fecha del Clausura 2016 ante Santiago Wanderers, Colo Colo necesitaba que O'Higgins pierda y que la Católica pierda o empate para poder jugar una definición con el primero, los albos vencieron por 2-1, esa tarde Paredes perdió un penal, la Católica sería la campeona de ese torneo después de 6 años de espera.

#### Temporada 2016-17
Tras varios rumores de su posible partida del club de sus amores, posible venta al fútbol chino y mexicano, decidió quedarse en Colo Colo para ver si tenía un "segundo aire". Tras la renuncia de Sierra y la llegada del entrenador argentino Pablo Guede, el fútbol de Colo Colo cambió en 180° grados, pasando de un fútbol defensivo a uno ofensivo con el que volvieron los goles a los pies de Esteban.
Abrió el semestre marcando un "doblete" en el triunfo 2-1 sobre Ñublense el día 17 de julio de 2016 por la revancha de la primera fase de la Copa Chile 2016, por la primera fecha del Apertura 2016 Paredes anotó un gol en la derrota de local 1-2 contra Unión Española, en la siguiente jornada volvió a anotar en el triunfo 2-0 sobre Audax Italiano marcando el segundo gol al minuto 93 tras asistencia de Octavio Rivero.
El 11 de septiembre volvió a marcar por el Apertura en la fecha 6 en la igualdad 2-2 ante Deportes Antofagasta en el norte del país, el 16 de septiembre marcó 1 gol por los octavos de final ida de la Copa Chile contra Huachipato en Talcahuano donde los albos cayeron 2-1, una semana después se jugó la revancha en el Monumental y ganaron por 3-1 (4-3 global) con gol de Paredes de penal. Marcó un doblete en la victoria 2-0 sobre Universidad de Concepción por la novena fecha del Apertura 2016, aunque pudieron haber sido 3, porque Paredes fallo un penal (dio en el travesaño), el 22 de octubre de 2016 renovó por un año más por Colo-Colo hasta finales de 2017, percibiendo un sueldo de aproximadamente 20 millones de pesos.
El 26 de octubre enfrentaron a Cobreloa por los cuartos de final vuelta de la Copa Chile 2016, en la ida habían ganado por 2-1 en Calama, en la revancha en el Monumental los albos volvieron a ganar por 3-1 (5-2 global) con una anotación de Paredes de penal, 4 días después, el 30 de octubre, el Mundialista en Sudáfrica y Brasil marcó un triplete (3 goles en un mismo partido) en el empate 3-3 ante San Luis por la décima fecha del Apertura 2016, llegando a 8 anotaciones en el torneo y también a 134 goles con la camiseta alba. Por la undécima fecha marcó 2 goles en la victoria de local 3-0 sobre Cobresal; el primero de penal y el segundo de globito frente a Cuerdo, en la decimotercera jornada Colo-Colo perdió todas las chances de alzar el trofeo del Apertura 2016 al caer por 1-0 ante O'Higgins en Rancagua con solitario gol de Pablo Calandria, Paredes salió expulsado al minuto 90+4' por reclamos al réferi Carlos Ulloa, recibió 2 fechas de sanción perdiéndose el perdiéndose el resto del Apertura 2016.
4 días después, el 30 de noviembre tuvo su revancha en las semifinales vuelta de la Copa Chile 2016 ante Universidad Católica en el Estadio Monumental, los albos ganaron 2-0 (3-0 global) clasificándose a la final del torneo y Paredes anotó un gol al minuto 57 que tras un pase de Martín Rodríguez, se saco con sutileza a Germán Lanaro y con disparo colocado, batió de forma exquisita al golero Franco Costanzo para el 2-0 final. El 14 de diciembre fue la final de la Copa Chile 2016 entre Colo-Colo y Everton en el Estadio Nacional Julio Martínez, los albos se consagraron campeones del torneo después de 20 años luego de golear 4-0 al elenco ruletero y como no Paredes se haría presente en el marcador anotando un doblete; el primero al minuto 36 tras un pase profundo de Gabriel Suazo para que el histórico ariete albo le diera de primera al balón batiendo a Lobos para el 2-0 y el segundo tras un balonazo largo de Rivero, Paredes sin marcar definió cómodamente en el área de Everton para el 3-0, lamentablemente salió lesionado al minuto 66 (tras sentir un tirón en el muslo izquierdo), a solo 3 semanas de la China Cup 2017, debido a esta lesión Paredes se perdió el torneo chino.
Por el Clausura 2016 jugó 13 partidos marcando 10 goles, siendo subgoleador detrás de Nicolás Castillo (11), mientras que por la Copa Chile 2016 jugó 8 encuentros anotando la misma cantidad de goles.
El 1 de febrero de 2017 empezó alba la travesía en la Conmebol Libertadores 2017 contra Botafogo en el Estadio Olímpico Nilton Santos de Brasil por la Fase 2, a pesar del buen partido del conjunto chileno cayeron por 2-1 con goles de Airton y autogol de Esteban Pavez, Esteban Paredes descontó para la visita al minuto 51 tras pase de Christofer Gonzáles disparó al arco y su disparo se desvió en un defensa brasileño que descolocó al guardameta de Botafogo, el 4 de febrero por la primera fecha del Clausura 2017 los albos debutaron ante Unión Española en el Estadio Santa Laura, golearian por 3-0 con Paredes como la Figura del Partido, en el 1-0 asistió a Ramón Fernández, al 24' asistió a Andrés Vilches para que esté marcase el 2-0 y al minuto 53' cerró su tarde eludiendo a Lucas Domínguez y definiendo sobre Diego Sánchez, salió al minuto 57' por Octavio Rivero, el 8 de febrero se jugó la revancha con Botafogo en el Estadio Monumental, chilenos y brasileños empataron 1-1 lo que marcó una nueva eliminación del cacique en el máximo torneo continental, un autogol de Emerson Silva adelanto a los locales al minuto 3, después Rodrigo Pimpão aprovechó un error entre Justo Villar y Claudio Baeza al minuto 80' para anotar el 1-1 final, Paredes tuvo un opacó partido en el que no remató al arco, el 12 de febrero marcó un doblete en la goleada 4-0 sobre Audax Italiano por la segunda fecha del Clausura, ambos goles picando el balón sobre Nicolás Peric, por la tercera fecha marcó otro "doblete" en el triunfo 2-1 sobre O'Higgins, así logró marcar 5 goles en las 3 primeras fechas del Torneo de Clausura 2017, y sumando la Libertadores 6 goles en 5 apariciones durante 2017.
El 4 de marzo anotó 1 gol en el triunfo por 2-0 sobre la Universidad Católica por la quinta fecha del torneo tras marcar de cabeza al minuto 5' la apertura de la cuenta luego de un tiro de esquina. Tras varias fechas sin convertir, anotó 2 goles en el triunfo de local 3-0 sobre Universidad de Concepción por la décima fecha del campeonato, así los albos quedaron como líderes exclusivos a cinco fechas del final,
El 7 de mayo tras el triunfo de Universidad de Chile sobre Cobresal, Colo Colo estaba obligado a ganarle a Everton para seguir como líderes del torneo a falta de 2 fechas para el término, los albos empezaron ganando por 1-0 tras gol de Paredes al minuto 20', a minutos del final Franco Ragusa empató para Everton dejando 2-2 el marcador, finalmente al minuto 90+5' Paredes le dio un pase en profundidad a Canchita Gonzales para que marcase el 3-2 final en un dramático partido que dejó líder a Colo Colo a dos fechas del final, el 20 de mayo, en la última fecha del Clausura 2017, los dos candidatos al título Colo-Colo y Universidad de Chile jugaron en simultáneo ante Cobresal en el norte y San Luis de Quillota en el Nacional respectivamente, en el caso de los albos debían ganar y esperar a que la "U" no venza a San Luis para poder coronarse campeón, finalmente el Cacique venció por 3-1 al descendido Cobresal en el Estadio La Portada de La Serena, mientras que la "U" venció por la cuenta mínima a San Luis en el Nacional con solitario gol de Felipe Mora, por ende los azules serían los campeones del Torneo de Clausura 2017 con 30 puntos, uno más que Colo-Colo, Paredes anotó dos goles en aquel partido, anotando de cabeza el 2-1 al minuto 69' y el 3-1 final de penal al 92'.

#### Temporada 2017
El 8 de julio de 2017 marcó el único gol de su equipo en la contundente derrota 4-1 ante Deportes La Serena en el Estadio La Portada por la primera ronda ida de la Copa Chile 2017, el 23 de julio con un cuestionado Pablo Guede, Colo Colo disputó la Supercopa de Chile 2017 ante Universidad Católica en el Estadio Nacional Julio Martínez, empezaron perdiendo tras el gol de Benjamín Kuscevic al minuto 28, dos minutos después al 30' Paredes igualó el marcador anotando un gol de tijera, luego Vilches y Valdés anotarian los 2-1 y 3-1 respectivamente, finalmente al 74' Paredes cerró el triunfo tras gran pase de Jorge Valdivia y así los albos se coronaron campeones de la Supercopa de Chile por primera vez en su historia.
El 31 de julio de 2017 se confirmó a través del presidente del club Aníbal Mosa la renovación de Esteban por dos años más hasta finales de 2019, tras tener ofertas de Peñarol y Sao Paulo que pusieron en duda su renovación, con la condición de un partido de despedida y ofreciéndole un cargo administrativo dentro del club posterior a su retiro. Así Esteban cumplirá su sueño de retirarse como ídolo del club con 39 años.
El 2 de agosto se jugó la revancha por la primera fase de Copa Chile 2017 ante Deportes La Serena en el Monumental los albos necesitaban marcar mínimo 3 goles para igualar la serie y llevarla a penales, abrieron la cuenta con gol de Gabriel Suazo, después el El bendito del área anotó el 2-0 de cabeza, luego Jaime Valdés marcó el 3-0 al 70, y finalmente Paredes selló la remontada al minuto 80' anotando el 4-0 final, el 27 de agosto se jugó el Superclásico N°182 del fútbol chileno entre albos y azules, encuentro válido por la quinta fecha del Torneo de Transición 2017 en el Estadio Monumental, los albos abrieron la cuenta al minuto 10' tras un pase de Valdivia luego de un error de Beausejour el 10 se la sirvió al 7 para que anotará el primero de la tarde, minutos después Valdés anotó el 2-0, al 33' Pinilla anotó el descuento de los azules, al 50 de partido, Gonzalo Jara cometió un error (se resbaló) cediendosela a Valdés qué quedó mano a mano con Herrera y se la cedió en bandeja a Paredes para que convierta el 3-1, finalmente al 86' Paredes cerró su tarde soñada, robando un balón a 60 metros del arco de Herrera, corriendo mano a mano con Vilches definiendo entre la piernas del defensa y la pelota que se coló en el arco, Paredes anotó su Hat-Trick (3 goles en el mismo partido), y esos 3 goles, convirtieron a Paredes (con 12 goles en total), en el máximo goleador histórico de Colo Colo en los duelos ante el archirrival, por torneos de la Primera División de Chile, además salió elegido el Jugador del Partido.
El 15 de octubre, marcó 1 gol en el triunfo de local 2-0 sobre Santiago Wanderers por la novena fecha, abrió el marcador al 80 y luego al 90+1' asistió a Iván Morales para que anotase el 2-0 final, en la siguiente fecha, volvió a convertir en la goleada 3-0 sobre Audax Italiano anotando el segundo gol tras picar el balón sobre Peric, por la undécima fecha perdieron 1-0 contra Deportes Temuco en un polémico partido jugado en el Estadio Germán Becker, los albos terminaron con tres expulsados, entre ellos Paredes, tras reclamarle al árbitro del partido fue expulsado desde la banca al 82' recibiendo 2 fechas de sanción, además Colo-Colo perdió el liderato.
Volvió a las canchas 1 mes después, el 3 de diciembre en el trabajado triunfo por 3-2 sobre Curicó Unido por la Fecha 14 del Transición 2017, Paredes anotó el 3-1 llegando a 6 goles en el torneo además los albos quedaron a un pasó de su estrella 32, finalmente el 9 de diciembre Colo Colo goleó por 3-0 a Huachipato en el Estadio Ester Roa Rebolledo de Concepción con anotaciones de Jaime Valdés, Octavio Rivero y Nicolás Orellana, en aquel duelo Paredes no convirtió goles (tuvo un remate que dio en el palo), pero después levantó la copa del Torneo de Transición 2017 como capitán albo.
Jugó 12 partidos por el Torneo de Transición 2017 convirtiendo 6 goles, siendo el goleador del campeón junto a Jaime Valdés, por la Copa Chile 2017 jugó 2 encuentros, anotando 3 goles, además vio acción en la Supercopa de Chile 2017 ante Universidad Católica anotando 2 goles. Además conquistó el Transición 2017 y la Supercopa de Chile 2017 ambas cómo capitán.

#### Temporada 2018
La temporada comenzó con muchas dudas para Colo Colo, tras la cancelación de la Noche Alba por contar con tan solo 1 refuerzo, se sumaba a las lesiones de los delanteros Octavio Rivero e Iván Morales, así se quedaron con solo 3 atacantes para el inicio de 2018 (Nicolás Orellana, el juvenil Luis Marcelo Salas y el propio Paredes), el primer duelo oficial de la temporada fue el 26 de enero de 2018 contra Santiago Wanderers en el Estadio Nacional correspondiente por la Supercopa de Chile y despejaron las dudas goleando 3-0 al equipo caturro conquistando el primer torneo oficial de la temporada y con Paredes como protagonista al dar 2 asistencias en los goles albos, y en el primer encuentro del Torneo Nacional anotó 2 goles a Deportes Antofagasta dando el triunfo 2-1 a los albos en el norte del país. La semana siguiente anotó un triplete a Audax Italiano nuevamente dando el triunfo por 3-2 a Colo Colo en el Monumental. Pero poco a poco comenzó el bajar el rendimiento el equipo de Guede tras perder 2-1 con Palestino en la tercera fecha del torneo con el descuento anotado por Esteban, llegando a 6 en 3 partidos por el torneo local, y luego cayendo de local en el Estadio Monumental con Atlético Nacional de Colombia en el debut por la fase de grupos de la Copa Conmebol Libertadores 2018 por 0-1, luego alcanzaría un pobre empate en La Paz ante el Bolívar por 1-1, después vendría la histórica derrota en el Estadio Monumental ante el Delfín de Ecuador el equipo más débil del grupo por 0-2, complicando sus opciones de avanzar en el torneo internacional. En el plano local, Colo Colo se alejaba de los punteros del torneo cayendo ante San Luis 0-1 y se hablaba de una sequía goleadora de Paredes quien llevaba 7 partidos sin anotar sumando Libertadores y Torneo Local y la renuncia del técnico Pablo Guede.

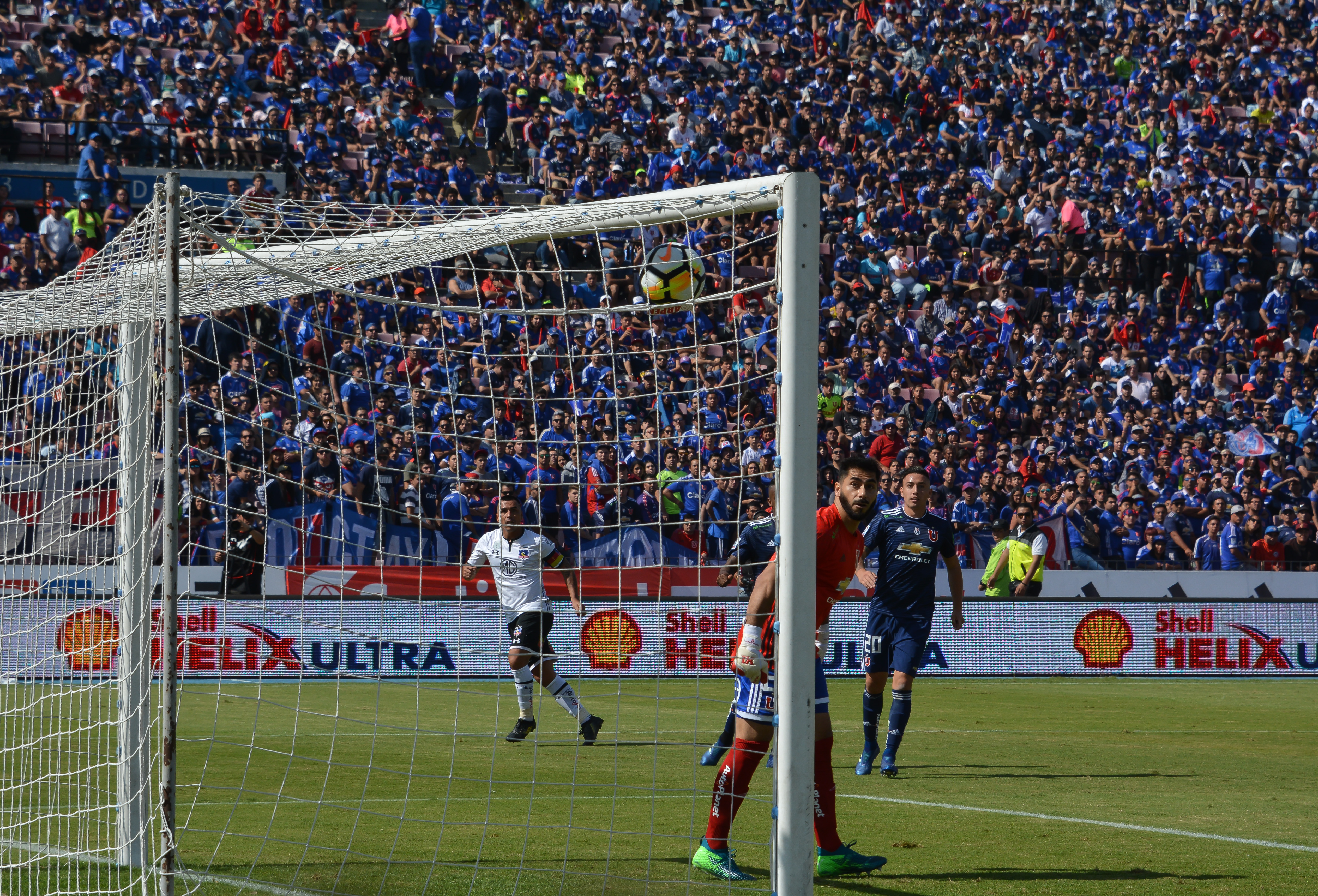
Instantánea del gol que marcó el 2-1 parcial frente a Universidad de Chile en el superclásico de abril de 2018.

El 15 de abril Esteban rompió esa sequía goleadora al anotar 2 goles (el segundo fue un gol) en el Superclásico ante los azules que los albos ganaron por 3-1 en el Estadio Nacional por la novena fecha del torneo nacional, el primer tanto fue al minuto 33 luego que Rivero se la pasará a Opazo por izquierda, y este centrará rápido a Paredes para que le pegue de primera para anotar el 1-1 parcial, y el segundo fue al 48' tras sacarse a Rafael Vaz con un enganche y con un exquisito zurdazo al ángulo anotó el 2-1 parcial, salió al 73 bajo una ovación de los hinchas albos presentes en el estadio por Andrés Vilches luego de una molestia en la pierna derecha. La semana del 16 de abril sería bien movida para Blanco y Negro S.A., llegando a la Presidencia Gabriel Ruiz-Tagle (en desmedró de Aníbal Mosa) y produciéndose la salida de Guede como técnico y quedando Agustín Salvatierra de manera interina como DT. El 21 de abril Esteban anotó a los 41 de globito contra Deportes Temuco su gol 200 en Primera División de Chile, y en el 90+5 remató a la portería y el portero José Gamonal manoteó el balón que igualmente entró a su portería, anotando el 2-0 con que Colo Colo le ganó a Deportes Temuco de local por la décima fecha del Torneo Nacional 2018, pero el álbitro Francisco Gilabert lo daría como autogol del portero Gamonal y no como gol de Paredes, dejando al delantero con 200 goles en Primera División a tan solo 15 goles de la marca máxima que ostenta Francisco Valdés con 215 goles. Tras la llegada de Héctor Tapia como DT a la banca alba, el 2 de mayo por Copa Libertadores, Paredes anotó en el triunfo del cacique 2-1 a Delfín en Manta, Ecuador su gol número 18 jugando por Colo Colo en torneos internacionales.
Días después, el 6 de mayo anotó un doblete en el triunfo de local 3-1 sobre Everton por la duodécima fecha llegando a 11 goles en el torneo, y también a 202 en Primera División, reduciendo a 13 goles la diferencia con "Chamaco Valdés". El 15 de mayo Esteban anotó un doblete en el triunfo de Colo Colo 2-0 sobre Bolívar por la quinta fecha del Grupo B de la Copa Libertadores 2018 convirtiéndose en el máximo goleador chileno en Copa Libertadores con 22 tantos e igualando el récord que poseían Francisco Valdés e Ivo Basay como máximos goleadores por Colo Colo en torneos internacionales con 20 goles. Posteriormente el 24 de mayo en Medellín, con Paredes de titular, Colo Colo empató sin goles con Atlético Nacional y clasifica 2.º en el Grupo B, y pasó a octavos de final de la Conmebol Libertadores, después de 11 años sin poder clasificar a esta instancia del torneo internacional.
En el ámbito internacional, en Octavos de final de la Copa Libertadores Colo Colo eliminó al Corinthians ganando en el Estadio Monumental 1-0 y perdiendo 1-2 en Brasil, clasificando a cuartos de final por el gol de visita, y volviendo a esta instancia después de 21 años. En Cuartos de final el conjunto albo perdió de ida y vuelta 0-2 en ambos partidos contra el Palmeiras de Brasil, Esteban no pudo anotar en ninguna de estas fases y no pudo aumentar su récord como máximo goleador chileno en Copa Libertadores quedando con 22 tantos.
En el ámbito nacional, el cuadro albo no anduvo bien, quedó eliminado en segunda fase de la Copa Chile por Ñublense en un global 2-3. En el Torneo Nacional empezaron bien la primera parte de la segunda rueda venciendo 2-1 a Unión La Calera y 2-0 a Curicó Unido, en ambos partido anotó Paredes quedando ahora a solo 10 goles del récord del "Chamaco", luego perdieron 1-0 contra Deportes Temuco en el sur del país, y en la fecha 19 ganaron ajustadamente 3-2 a San Luis de Quillota con doblete de Paredes, de ahí empezaron una racha de 8 partidos sin poder ganar (solo ganando 1 de los últimos 10 por torneo local en el triunfo 1-0 sobre la U) y sumar puntos, así Colo-Colo se quedó sin opciones al título. En la fecha 28 contra Palestino, el DT Héctor Tapia hace demorar la salida del equipo al campo de juego al terminar el entretiempo que traería consecuencias, luego Esteban fue expulsado por insultos al árbitro Piero Maza, posteriormente el Tribunal de Disciplina le otorga tarjeta amarilla al capitán de Colo Colo por la demora de la salida al campo de juego al finalizar el entretiempo, con esto Esteban no jugó la fecha 29 por la tarjeta roja y tampoco jugó la última fecha 30 por acumulación de tarjetas amarillas. Colo Colo terminaría en la 5.ª posición de la tabla general clasificando a la Copa Sudamericana 2019 y Paredes fue el Goleador del Torneo Nacional 2018 con 19 tantos, con esto Paredes quedó con 210 goles en Torneos nacionales a solo 5 goles del récord que posee Francisco Valdés como máximo goleador de Torneos nacionales.

#### Temporada 2019
La temporada comenzó con el anuncio de Esteban que jugaría una temporada más en Colo Colo antes de su retiro del futbol, y con la llegada del entrenador Mario Salas al cuadro albo. La pretemporada del equipo se hizo en Argentina y al finalizar Paredes terminó lesionado, una rebelde lesión que le impediría jugar las 3 primeras fechas del Campeonato Nacional 2019, mientras el equipo sin Paredes gana los 3 partidos y quedan líderes en la tabla general. En la fecha 4 en el empate sin goles contra Cobresal, Esteban ya estaba a disposición del Técnico pero este no lo citó ni a la banca de suplentes, en la conferencia de prensa se le consulta al entrenador Mario Salas por qué no coloca a Paredes, y él responde: "Por decisión técnica". La prensa habló de un quiebre entre el jugador y el DT. En la Fecha 5 Paredes hizo su debut en el Campeonato 2019 ingresando en el minuto 55' en la derrota de Colo Colo 2-3 contra la Universidad Católica en el Estadio Monumental.
El 2 de abril de 2019, Esteban convirtió el único tanto en la victoria de Colo Colo en Quito por 1-0 a Universidad Católica de Ecuador por la Primera Fase de la Copa Conmebol Sudamericana 2019, con una gran asistencia de Jorge Valdivia en el minuto 17' del primer tiempo. Es el primer partido oficial de Esteban que comienza como titular en la formación del equipo albo en la era del DT Mario Salas.
El 30 de abril de 2019, Colo Colo sufrió un traspié en el duelo de vuelta en el Estadio Monumental ante Universidad Católica de Ecuador perdiendo 0-1 el partido, y en la definición a penales Esteban falló su tiro, posteriormente Zaldivia y Parraguez también fallaron sus tiros penal y Colo Colo perdió la definición 0-3 quedando eliminados por Universidad Católica de Ecuador en la Primera Fase de la Copa Conmebol Sudamericana 2019. Posteriormente vino un bajón deportivo en el Campeonato Nacional, cediendo el liderato a Universidad Católica, al término de la primera rueda del Campeonato se habló de un quiebre entre el plantel y el DT Mario Salas pero siempre desde el club lo desmintieron.
El 16 de agosto de 2019, Colo Colo gana 1-0 a Unión Española por el Campeonato Nacional 2019 con gol de Paredes al minuto 2' del partido, con este gol Esteban llegó a los 214 goles en Primera División superando la marca de 213 goles de Pedro González, transformándose en el segundo mayor goleador en la historia de Primera División de Chile, detrás de Francisco Valdés solo por un gol de diferencia.
El 24 de agosto en la fecha 19 del torneo, Esteban logró convertir su gol 215 en Primera División ante Palestino, convirtiéndose, junto con Francisco Valdés, en el mayor goleador de la Primera División del fútbol chileno.
El 5 de octubre de 2019, Colo Colo enfrentó a Universidad de Chile -su archirrival- en el estadio Monumental. El encuentro estaba cargado por la paternidad de los albos en su cancha, la probabilidad de que Esteban Paredes rompiera el récord de goleador absoluto de la primera división de Chile y el mal momento deportivo de la "U". Los azules empezaron ganando el partido con gol de Gonzalo Espinoza. En el segundo tiempo, Gabriel Suazo lo empató tras una habilitación de Pablo Mouche. A los 65 minutos se vivió un momento histórico en la cancha de Macul: Esteban Paredes convirtió su anotación número 216 en la división de honor del fútbol chileno y, además, puso en ventaja a su equipo. En el minuto 76, el delantero azul, Ángelo Henríquez, emparejó el juego. Tras aquellas situación, los nervios e inquietud del público colocolino se notaron. Pero, en el epílogo del partido (90+4´), Julio Barroso se anticipó a los defensores universitarios y marcó el gol de la victoria tras un tiro de esquina de Mouche. El resultado final fue 3 a 2 favorable a Colo Colo y, tras el encuentro, el club albo homenajeó a Esteban Paredes por superar el récord que tenía Francisco Valdés. No obstante el campeonato se suspendió debido al estallido social dejando a la Universidad Católica campeón del torneo y a Colo colo segundo, clasificado a la Copa Libertadores 2020.

### Temporada 2020
Debido a que no hubo descenso, se jugó con 18 equipos (16 del Primera División de Chile 2019 más Santiago Wanderers, campeón de la Primera B de Chile 2019 y Deportes La Serena, ganador de la final por el segundo ascenso).
Jugó la 1 fecha ante Palestino, donde lamentablemente saldría lesionado por una fractura de tórax, donde no jugó hasta la fecha 7 y lo cual se perdió los dos primeros partidos de la Copa Libertadores 2020.
Mientras se recuperaba de su lesión, se había ido de la banca Mario Salas debido a los malos resultados y había asumido Gualberto Jara como interino.
Entre marzo y agosto se suspendió el fútbol debido a la Pandemia de Covid-19, en este tiempo se recuperó de su lesión, y el 29 de agosto (fecha en el que volvió el campeonato), le anota a Santiago Wanderers, pero finalmente caerían por 3-2.
El 6 de septiembre, Colo Colo jugó contra el superclásico contra Universidad de Chile, terminado 1-1, en donde Paredes marcaría el gol albo, donde igualo a Carlos Campos como los máximos goleadores de los superclásicos del fútbol chileno.
El 16 de septiembre. Colo Colo recibía a Peñarol por la Copa Libertadores, donde Colo Colo ganaría por 2-1 y Paredes anota un gol, en donde lo convierte en el máximo goleador chileno en Copa Libertadores con 23 tantos.
En la fecha 15, donde Colo Colo recibía a Unión Española, en donde Paredes marcaría su último gol por la camiseta alba y daría una asistencia a Gabriel Suazo, donde el partido terminaría 5-3 a favor de Unión Española.
En Copa Libertadores sería eliminado por Jorge Wilstermann en último partido de la fase de grupos y en el campeonato estaba luchando por no descender.
Asume a la banca de Colo Colo Gustavo Quinteros donde en la fecha 19, mientras jugaba con Audax Italiano sufriría una fractura en sesamoideo del pie izquierdo, donde queda descartado para lo que quedaba del 2020.
Debido a su lesión jugaría muy poco con lo que restaba de campeonato, mientras tanto Colo Colo empezaba a salir de la zona de descenso.
El 17 de febrero Colo Colo jugaría la promoción por la permanencia con Universidad de Concepción, donde con gol de Pablo Solari, el cuadro ´´popular´´ mantendría la categoría, mientras el cuadro penquista descendería a la Primera B de Chile.
Al día siguiente, el 18 de febrero, se confirma que Esteban Paredes, junto con Julio Barroso, Matías Fernández, entre otros, no serían parte de la Temporada 2021, en donde en segundo paso por el cuadro albo, tras 7 años y ganar 3 títulos nacionales, 2 Copa Chile y 2 supercopas se marcha del club entre gracias y penas.

### Coquimbo Unido (2021-2022)
Después de que no fuera renovado por los albos, se fue a Coquimbo Unido para la temporada 2021 (equipo que había descendido a la Primera B de Chile 2021), donde se encontraría con Héctor Tapia, donde había dirigido a Colo Colo en el 2014 y 2015.
Se encontró con varios exjugadores del cacique (Carlos Carmona, donde fue uno de los no renovados de Colo Colo, Jean Beausejour, Luca Pontigo y más tarde con Rodrigo Millar).

### Temporada 2021
Debutó con los piratas en la primera fecha enfrentando a Deportes Iquique, donde ganarían por 3-2 y además marcaría su primer gol con la camiseta piratas.
En la fecha 6 recibió a Deportes Santa Cruz, donde el cuadro de la sexta región tuvo que jugar con juveniles y suplentes, debido a que la mayoría del plantel tenía covid-19, donde Coquimbo ganó por goleada 7-1, donde Paredes marcaría un doblete.
En cuartos de final por la Copa Chile 2021 Coquimbo recibía a Fernández Vial, en donde Paredes daría una asistencia a Franco Cortés, donde ganarían 3-0 y avanzarían a las semifinales del torneo, donde perderían con Everton de Viña del Mar, futuro subcampeón del torneo.
En la fecha 27, Coquimbo recibía a Rangers de Talca, donde los piratas ganarían por 1-0, en donde Paredes marcaría el único gol.
En la última fecha (Fecha 30), Coquimbo recibía a Fernández Vial en el Estadio Municipal Alcaldesa Ester Roa Rebolledo, en donde si ganaban, ascenderían a la Primera División de Chile 2022, en donde empezarían perdiendo con gol de Kevin Harbottle, pero se recuperarían en el segundo tiempo con gol de Paredes y Leandro Garate, donde finalmente ganarían por 2-1 y volverían a Primera División luego de un año de descender.

### Temporada 2022
A finales de 2021, Paredes no había renovado con el cuadro pirata, donde daba posibilidades de volver a Colo Colo, pero al final no sucedió y renovó con los piratas.
Se confirmó que Héctor Tapia no iba a seguir en Coquimbo y asumió Patricio Graff en su segundo paso, luego de haber dirigido entre 2018-2020 y haber conseguido el ascenso a la Primera División de Chile 2019.
En la fecha 1 recibían al actual campeón de la Primera División Universidad Católica, en donde Paredes marcó un gol, donde finalmente perderían por 3-2 el partido.
Oficialmente el 26 de mayo del 2022, se retira del futbol profesional y de Coquimbo Unido.

## Selección nacional
Paredes hizo su debut oficial por la selección chilena el 16 de agosto de 2006 frente a Colombia en la derrota 2-1. Luego jugó por la Copa del Pacífico 2006 frente a Perú en las victorias por 3-1 y 1-0 y también participó de la victoria por 3-2 frente a Paraguay. Debido a su gran desempeño en el torneo nacional con Santiago Morning, fue citado por Marcelo Bielsa para disputar la "Copa Kirin" (un clásico torneo amistoso en Japón) en mayo de 2009. Aquella selección -compuesta solo por jugadores que militaban en el medio local- no tuvo mayor éxito, pero Paredes cumplió buenas actuaciones. Además formó parte de la delegación que viajó a enfrentarse a la selección de Dinamarca, anotando un gol en el triunfo de Chile por 2-1 el 12 de agosto de 2009, lo que a la postre es su primera conversión con los colores de su país. Debido a sus buenas actuaciones, fue constantemente llamado por el técnico Marcelo Bielsa, teniendo un desempeño destacable. Esto le permitió ser convocado durante la última parte de las Clasificatorias al Mundial de Sudáfrica 2010, jugando el último partido frente a Ecuador donde su selección ganó 1-0. Dichas clasificatorias terminaron con Chile clasificando al Mundial en el segundo lugar de la tabla.
En el primer amistoso de 2010 que la selección chilena jugó fue contra el seleccionado de Panamá, Paredes anotó los 2 tantos con los que su selección ganó por 2 goles a 1. Tras la lesión de Humberto Suazo que no llegaría al 100% recuperado a la cita planetaria, Paredes es confirmado dentro de la nómina de 23 jugadores que irían al Mundial por el técnico Marcelo Bielsa. En junio del mismo año, Paredes cumplió un importante rendimiento en la campaña de la selección chilena en la Copa Mundial de Fútbol de 2010, participando en dos de los cuatro partidos disputados frente a Suiza y España (1-0 y 1-2 respectivamente) y, por sobre todo, destacó en la jugada que terminó dando el pase-gol a Mark González para que anotara contra Suiza, rompiendo el récord de Suiza de valla invicta en Mundiales quedando en 559 minutos sin goles. Esta selección de Chile logra una histórica clasificación a octavos de final con 2 victorias y 1 derrota en la fase de grupos. Finalmente Chile cayó eliminado en Octavos de final frente a Brasil tras perder por 3-0, quedando la selección chilena en el 10.º lugar en este Mundial.
En junio de 2011, el nuevo técnico de la selección Claudio Borghi convocó a Paredes para jugar la Copa América 2011. Paredes anotó el primer gol con que la selección chilena venció 2-1 a México, en su primer partido en la Copa. Posteriormente participó en los partidos frente a Uruguay y Perú, con resultados 1-1 y 1-0 respectivamente. Finalmente Chile cayó eliminado en cuartos de final frente a Venezuela 1-2, partido donde Paredes entró a los 16 minutos del segundo tiempo por Gonzalo Jara.
En octubre de 2011 fue convocado para afrontar los primeros partidos por las Clasificatorias a Brasil 2014, jugando en la derrota por 4-0 frente a Uruguay y en las victorias frente a Perú y Paraguay por 4-2 y 2-0 respectivamente. Tiempo más tarde el 21 de marzo del 2012 anota 1 gol frente a Perú por la denominada Copa del Pacífico 2012, partido ganado por 3-1 y en el que además, Paredes jugó de capitán. Tras llevar 1 año fuera de las nóminas, el nuevo entrenador de la selección Jorge Sampaoli lo nómina de emergencia para jugar frente a Uruguay el 26 de marzo del 2013 por la duodécima jornada de las Clasificatorias Sudamericanas, a lo 10 minutos de partido marcó el 1-0 momentáneo tras un centro de Beausejour que chocó en un defensor uruguayo y le quedó a Paredes para que anotará de rebote, y luego al 77' Eduardo Vargas anotó el 2-0 final. A pesar de que no fue nominado durante las últimas fechas, jugó en total 6 partidos por las Clasificatorias para Brasil 2014, obteniendo Chile la clasificación en la última fecha tras vencer a Ecuador el 15 de octubre de 2013 (Partido que Paredes no jugó), logrando el tercer lugar con 28 puntos.
Paredes fue incluido dentro de la prenómina de 30 jugadores que participarían en el Mundial de Brasil, pero algunos días después, el 17 de mayo de 2014, fue liberado de la selección chilena por el seleccionador Jorge Sampaoli. El jugador fue nuevamente convocado a la selección el 25 de mayo, siendo finalmente incluido en la nómina oficial para el mundial. El 4 de junio de 2014, en el último amistoso previo ante Irlanda del Norte Paredes fue titular, pero su actuación no fue buena, hipotecando su posibilidad de jugar algún partido en Brasil 2014. Finalmente Paredes no jugó ningún minuto en el Mundial.
Paredes estuvo en la prenómina de cara a la Copa América 2015, pero una lesión lo dejó fuera del torneo más antiguo a nivel de selecciones.
El 2 de noviembre de 2016, es convocado por Juan Antonio Pizzi para los partidos contra Colombia y Uruguay en las Clasificatorias para el Mundial de 2018, lo que marcó su regreso a La Roja, aunque estuvo en la banca de suplentes y no jugó ningún minuto. En diciembre de ese mismo año, volvió a ser convocado por Pizzi para jugar la China Cup 2017, pero tan solo 2 semanas antes del torneo, se lesionó en la final de la Copa Chile 2016, por lo que no pudo participar en el torneo asiático.
En marzo de 2017 fue convocado para los partidos contra Argentina y Venezuela por clasificatorias. El 23 de marzo ante Argentina ingresó al minuto 90' por Charles Aránguiz y así volvió a un partido por Chile después de casi 3 años, finalmente Chile fue derrotado 1-0. El 28 de marzo contra Venezuela en el Monumental, Paredes jugó de titular, y anotó 2 goles, al minuto 7' marcó el 1-0 tras asistencia de Aránguiz y luego al 22 tras pase de cabeza de Alexis Sánchez el 3-0 parcial, salió al minuto 56' por Jorge Valdivia, bajo una ovación, finalmente Chile ganó por 3-1, cabe mencionar que Paredes se convirtió en el jugador más longevo en marcar por Chile, con 36 años y 239 días de edad, siendo superado por Luis Antonio Jiménez Garcés cuatro años después. El 10 de octubre de 2017, Chile cayó por 3-0 ante Brasil en la última fecha y quedó eliminado de Rusia 2018, Paredes fue suplente e ingresó al 75' por Pedro Pablo Hernández.
Después del fracaso para clasificar al Mundial de Rusia, en noviembre de 2018, Paredes fue convocado por el nuevo director técnico de la Selección, Reinaldo Rueda para los partidos amistosos ante Costa Rica y Honduras, por un supuesto homenaje al jugador en la Selección. En el primer encuentro, Paredes jugó un opaco partido ya que no logró combinarse con Alexis Sánchez y el criticado Junior Fernandes. Fue reemplazado en el minuto 65 por Nicolás Castillo. Chile perdió 2-3 en el Estadio El Teniente de Rancagua.
Ante Honduras, entró al minuto 84 por Castillo, y Chile ganó por 4-1. Fue su último partido por la Selección, donde se fue ovacionado por el público del Estadio Germán Becker de Temuco, ciudad en donde se realizó el encuentro.

#### Participaciones en Copas del Mundo
| Mundial                        | Sede      | Resultado        | PJ | Goles | Asistencias |
| ------------------------------ | --------- | ---------------- | -- | ----- | ----------- |
| Copa Mundial de Fútbol de 2010 | Sudáfrica | Octavos de final | 2  | 0     | 1           |
| Copa Mundial de Fútbol de 2014 | Brasil    | Octavos de final | 0  | 0     | 0           |

#### Participaciones en Copa América
| Torneo            | Sede      | Resultado        | PJ | Goles | Asistencias |
| ----------------- | --------- | ---------------- | -- | ----- | ----------- |
| Copa América 2011 | Argentina | Cuartos de final | 4  | 1     | 0           |

#### Participaciones en Clasificatorias a Copas del Mundo
| Eliminatorias                | País      | Resultado   | Posición | Partidos | Goles | Asistencias |
| ---------------------------- | --------- | ----------- | -------- | -------- | ----- | ----------- |
| Eliminatorias Sudáfrica 2010 | Sudáfrica | Clasificado | 2.º      | 1        | 0     | 0           |
| Eliminatorias Brasil 2014    | Brasil    | Clasificado | 3.º      | 6        | 1     | 0           |
| Eliminatorias Rusia 2018     | Rusia     | Eliminado   | 6.º      | 5        | 2     | 0           |

### Partidos internacionales
Actualizado hasta el 20 de noviembre de 2018.
| 1     | 15 de agosto de 2006    | Estadio Nacional Julio Martínez Prádanos, Santiago, Chile        | Chile                  | 1-2 | Colombia          |                   | Amistoso                         |
| 2     | 7 de octubre de 2006    | Estadio Sausalito, Viña del Mar, Chile                           | Chile                  | 3-2 | Perú              |                   | Copa del Pacífico 2006           |
| 3     | 11 de octubre de 2006   | Estadio Jorge Basadre, Tacna, Perú                               | Perú                   | 0-1 | Chile             |                   | Copa del Pacífico 2006           |
| 4     | 15 de noviembre de 2006 | Estadio Sausalito, Viña del Mar, Chile                           | Chile                  | 3-2 | Paraguay          |                   | Amistoso                         |
| 5     | 27 de mayo de 2009      | Estadio Nagai, Osaka, Japón                                      | Japón                  | 4-0 | Chile             |                   | Copa Kirin                       |
| 6     | 29 de mayo de 2009      | Fukuda Denshi Arena, Chiba, Japón                                | Chile                  | 1-1 | Bélgica           |                   | Copa Kirin                       |
| 7     | 12 de agosto de 2009    | Estadio Brøndby, Copenhague, Dinamarca                           | Dinamarca              | 1-2 | Chile             | Anotado           | Amistoso                         |
| 8     | 14 de octubre de 2009   | Estadio Monumental, Santiago, Chile                              | Chile                  | 1-0 | Ecuador           |                   | Clasificatorias a Sudáfrica 2010 |
| 9     | 4 de noviembre de 2009  | Estadio CAP, Talcahuano, Chile                                   | Chile                  | 2-1 | Paraguay          | Anotado           | Amistoso                         |
| 10    | 17 de noviembre de 2009 | Štadión pod Dubňom, Žilina, Eslovaquia                           | Eslovaquia             | 1-2 | Chile             | Anotado           | Amistoso                         |
| 11    | 20 de enero de 2010     | Estadio Bicentenario Francisco Sánchez Rumoroso, Coquimbo, Chile | Chile                  | 2-1 | Panamá            | Anotado · Anotado | Amistoso                         |
| 12    | 31 de marzo de 2010     | Estadio Bicentenario Germán Becker, Temuco, Chile                | Chile                  | 0-0 | Venezuela         |                   | Amistoso                         |
| 13    | 26 de mayo de 2010      | Estadio Municipal de Calama, Calama, Chile                       | Chile                  | 3-0 | Zambia            |                   | Amistoso                         |
| 14    | 31 de mayo de 2010      | Estadio Bicentenario Municipal Nelson Oyarzún, Chillán, Chile    | Chile                  | 1-0 | Irlanda del Norte | Anotado           | Amistoso                         |
| 15    | 21 de junio de 2010     | Nelson Mandela Bay Stadium, Port Elizabeth, Sudáfrica            | Suiza                  | 0-1 | Chile             |                   | Copa Mundial de Fútbol 2010      |
| 16    | 25 de junio de 2010     | Estadio Loftus Versfeld, Pretoria, Sudáfrica                     | Chile                  | 1-2 | España            |                   | Copa Mundial de Fútbol 2010      |
| 17    | 9 de octubre de 2010    | Estadio Sheikh Zayed, Abu Dabi, Emiratos Árabes Unidos           | Emiratos Árabes Unidos | 0-2 | Chile             |                   | Amistoso                         |
| 18    | 12 de octubre de 2010   | Estadio de la Policía Real de Omán, Mascate, Omán                | Omán                   | 0-1 | Chile             |                   | Amistoso                         |
| 19    | 17 de noviembre de 2010 | Estadio Monumental, Santiago, Chile                              | Chile                  | 2-0 | Uruguay           |                   | Amistoso                         |
| 20    | 22 de enero de 2011     | The Home Depot Center, Carson, Estados Unidos                    | Estados Unidos         | 1-1 | Chile             | Anotado           | Amistoso                         |
| 21    | 19 de junio de 2011     | Estadio Monumental, Santiago, Chile                              | Chile                  | 4-0 | Estonia           |                   | Amistoso                         |
| 22    | 23 de junio de 2011     | Estadio Defensores del Chaco, Asunción, Paraguay                 | Paraguay               | 0-0 | Chile             |                   | Amistoso                         |
| 23    | 4 de julio de 2011      | Estadio San Juan del Bicentenario, San Juan, Argentina           | Chile                  | 2-1 | México            | Anotado           | Copa América 2011                |
| 24    | 8 de julio de 2011      | Estadio Malvinas Argentinas, Mendoza, Argentina                  | Chile                  | 1-1 | Uruguay           |                   | Copa América 2011                |
| 25    | 12 de julio de 2011     | Estadio Malvinas Argentinas, Mendoza, Argentina                  | Chile                  | 1-0 | Perú              |                   | Copa América 2011                |
| 26    | 17 de julio de 2011     | Estadio San Juan del Bicentenario, San Juan, Argentina           | Chile                  | 1-2 | Venezuela         |                   | Copa América 2011                |
| 27    | 11 de octubre de 2011   | Estadio Monumental, Santiago, Chile                              | Chile                  | 4-2 | Perú              |                   | Clasificatorias a Brasil 2014    |
| 28    | 11 de noviembre de 2011 | Estadio Centenario, Montevideo, Uruguay                          | Uruguay                | 4-0 | Chile             |                   | Clasificatorias a Brasil 2014    |
| 29    | 15 de noviembre de 2011 | Estadio Nacional Julio Martínez Prádanos, Santiago, Chile        | Chile                  | 2-0 | Paraguay          |                   | Clasificatorias a Brasil 2014    |
| 30    | 21 de marzo de 2012     | Estadio Carlos Dittborn, Arica, Chile                            | Chile                  | 3-1 | Perú              | Anotado           | Copa del Pacífico 2012           |
| 31    | 26 de marzo de 2013     | Estadio Nacional Julio Martínez Prádanos, Santiago, Chile        | Chile                  | 2-0 | Uruguay           | Anotado           | Clasificatorias a Brasil 2014    |
| 32    | 7 de junio de 2013      | Estadio Defensores del Chaco, Asunción, Paraguay                 | Paraguay               | 1-2 | Chile             |                   | Clasificatorias a Brasil 2014    |
| 33    | 11 de junio de 2013     | Estadio Nacional Julio Martínez Prádanos, Santiago, Chile        | Chile                  | 3-1 | Bolivia           |                   | Clasificatorias a Brasil 2014    |
| 34    | 22 de enero de 2014     | Estadio Francisco Sánchez Rumoroso, Coquimbo                     | Chile                  | 4-0 | Costa Rica        |                   | Amistoso                         |
| 35    | 4 de junio de 2014      | Estadio Elías Figueroa Brander, Valparaíso, Chile                | Chile                  | 2-0 | Irlanda del Norte |                   | Amistoso                         |
| 36    | 23 de marzo de 2017     | Estadio Antonio Vespucio Liberti, Buenos Aires, Argentina        | Argentina              | 1-0 | Chile             |                   | Clasificatorias a Rusia 2018     |
| 37    | 28 de marzo de 2017     | Estadio Monumental, Santiago, Chile                              | Chile                  | 3-1 | Venezuela         | Anotado · Anotado | Clasificatorias a Rusia 2018     |
| 38    | 31 de agosto de 2017    | Estadio Monumental, Santiago, Chile                              | Chile                  | 0-3 | Paraguay          |                   | Clasificatorias a Rusia 2018     |
| 39    | 5 de septiembre de 2017 | Estadio Hernando Siles, La Paz, Bolivia                          | Bolivia                | 1-0 | Chile             |                   | Clasificatorias a Rusia 2018     |
| 40    | 10 de octubre de 2017   | Allianz Parque, São Paulo, Brasil                                | Brasil                 | 3-0 | Chile             |                   | Clasificatorias a Rusia 2018     |
| 41    | 16 de noviembre de 2018 | Estadio El Teniente, Rancagua, Chile                             | Chile                  | 2-3 | Costa Rica        |                   | Amistoso                         |
| 42    | 20 de noviembre de 2018 | Estadio Germán Becker, Temuco, Chile                             | Chile                  | 4-1 | Honduras          |                   | Amistoso                         |
| Total | Total                   | Total                                                            | Presencias             | 42  | Goles             | 12                |                                  |

| Selección chilena | Selección chilena | Selección chilena |
| Año               | Partidos          | Goles             |
| ----------------- | ----------------- | ----------------- |
| 2006              | 4                 | 0                 |
| 2009              | 6                 | 3                 |
| 2010              | 9                 | 3                 |
| 2011              | 10                | 2                 |
| 2012              | 1                 | 1                 |
| 2013              | 3                 | 1                 |
| 2014              | 2                 | 0                 |
| 2017              | 5                 | 2                 |
| 2018              | 2                 | 0                 |
| Total             | 42                | 12                |

### Goles con la selección
| 1  | 12 de agosto de 2009    | Estadio Brøndby, Copenhague, Dinamarca                           | Dinamarca         | 1 – 2 | 1 – 2 | Amistoso                      |
| 2  | 4 de noviembre de 2009  | Estadio CAP, Talcahuano, Chile                                   | Paraguay          | 1 – 1 | 2 – 1 | Amistoso                      |
| 3  | 17 de noviembre de 2009 | Štadión pod Dubňom, Žilina, Eslovaquia                           | Eslovaquia        | 1 – 2 | 1 - 2 | Amistoso                      |
| 4  | 20 de enero de 2010     | Estadio Bicentenario Francisco Sánchez Rumoroso, Coquimbo, Chile | Panamá            | 1 – 0 | 2 – 1 | Amistoso                      |
| 5  | 20 de enero de 2010     | Estadio Bicentenario Francisco Sánchez Rumoroso, Coquimbo, Chile | Panamá            | 2 – 0 | 2 – 1 | Amistoso                      |
| 6  | 31 de mayo de 2010      | Estadio Bicentenario Municipal Nelson Oyarzún, Chillán, Chile    | Irlanda del Norte | 1 – 0 | 1 – 0 | Amistoso                      |
| 7  | 22 de enero de 2011     | The Home Depot Center, Carson, Estados Unidos                    | Estados Unidos    | 0 – 1 | 1 - 1 | Amistoso                      |
| 8  | 4 de julio de 2011      | Estadio San Juan del Bicentenario, San Juan, Argentina           | México            | 1 – 1 | 2 - 1 | Copa América 2011             |
| 9  | 21 de marzo de 2012     | Estadio Carlos Dittborn, Arica, Chile                            | Perú              | 1 – 1 | 3 - 1 | Copa del Pacífico 2012        |
| 10 | 26 de marzo de 2013     | Estadio Nacional Julio Martínez Prádanos, Santiago, Chile        | Uruguay           | 1 – 0 | 2 - 0 | Clasificatorias a Brasil 2014 |
| 11 | 28 de marzo de 2017     | Estadio Monumental, Santiago, Chile                              | Venezuela         | 2 – 0 | 3 - 1 | Clasificatorias a Rusia 2018  |
| 12 | 28 de marzo de 2017     | Estadio Monumental, Santiago, Chile                              | Venezuela         | 3 – 0 | 3 - 1 | Clasificatorias a Rusia 2018  |

## Participaciones internacionales
| Club                              | Año  | Competencia       | Resultado        |
| --------------------------------- | ---- | ----------------- | ---------------- |
| Universidad de Concepción · Chile | 2004 | Copa Libertadores | Fase de grupos   |
| Cobreloa · Chile                  | 2007 | Copa Libertadores | Primera Fase     |
| Colo-Colo · Chile                 | 2010 | Copa Libertadores | Fase de grupos   |
| Colo-Colo · Chile                 | 2011 | Copa Libertadores | Fase de grupos   |
| Colo-Colo · Chile                 | 2015 | Copa Libertadores | Fase de grupos   |
| Colo-Colo · Chile                 | 2016 | Copa Libertadores | Fase de grupos   |
| Colo-Colo · Chile                 | 2017 | Copa Libertadores | Segunda Fase     |
| Colo-Colo · Chile                 | 2018 | Copa Libertadores | Cuartos de final |
| Colo-Colo · Chile                 | 2019 | Copa Sudamericana | Primera fase     |
| Colo-Colo · Chile                 | 2020 | Copa Libertadores | Fase de grupos   |

| Universidad de Concepción | 2 | 2 | Santos Laguna    | Estadio Municipal de Concepción, Concepción  | 14 de abril de 2004      | Copa Libertadores 2004 | Anotado · Anotado |
| Colo-Colo                 | 1 | 0 | Deportivo Italia | Estadio Monumental, Santiago                 | 16 de febrero de 2010    | Copa Libertadores 2010 | Anotado           |
| Cruzeiro                  | 4 | 1 | Colo-Colo        | Estadio Mineirão, Belo Horizonte             | 24 de febrero de 2010    | Copa Libertadores 2010 | Anotado           |
| Colo-Colo                 | 1 | 1 | Vélez Sarsfield  | Estadio Monumental, Santiago                 | 16 de marzo de 2010      | Copa Libertadores 2010 | Anotado           |
| Cerro Porteño             | 5 | 2 | Colo-Colo        | Estadio General Pablo Rojas, Asunción        | 17 de febrero de 2011    | Copa Libertadores 2011 | Anotado           |
| Deportivo Táchira         | 2 | 4 | Colo-Colo        | Polideportivo de Pueblo Nuevo, San Cristóbal | 1 de marzo de 2011       | Copa Libertadores 2011 | Anotado           |
| Colo-Colo                 | 3 | 2 | Santos           | Estadio Monumental, Santiago                 | 16 de marzo de 2011      | Copa Libertadores 2011 | Anotado           |
| Colo-Colo                 | 2 | 3 | Cerro Porteño    | Estadio Monumental, Santiago                 | 20 de abril de 2011      | Copa Libertadores 2011 | Anotado           |
| Colo-Colo                 | 2 | 0 | Atlético Mineiro | Estadio Monumental, Santiago                 | 18 de febrero de 2015    | Copa Libertadores 2015 | Anotado           |
| Colo-Colo                 | 2 | 0 | Atlas            | Estadio Monumental, Santiago                 | 4 de marzo de 2015       | Copa Libertadores 2015 | Anotado · Anotado |
| Atlas                     | 1 | 3 | Colo-Colo        | Estadio Jalisco, Guadalajara                 | 7 de abril de 2015       | Copa Libertadores 2015 | Anotado · Anotado |
| Independiente del Valle   | 1 | 1 | Colo-Colo        | Estadio Rumiñahui, Sangolquí                 | 18 de febrero de 2016    | Copa Libertadores 2016 | Anotado           |
| Colo-Colo                 | 1 | 0 | Melgar           | Estadio Monumental, Santiago                 | 24 de febrero de 2016    | Copa Libertadores 2016 | Anotado           |
| Melgar                    | 1 | 2 | Colo-Colo        | Estadio Monumental de la UNSA, Arequipa      | 7 de abril de 2016       | Copa Libertadores 2016 | Anotado · Anotado |
| Botafogo                  | 2 | 1 | Colo-Colo        | Estadio Nilton Santos, Río de Janeiro        | 1 de febrero de 2017     | Copa Libertadores 2017 | Anotado           |
| Delfín                    | 1 | 2 | Colo-Colo        | Estadio Jocay, Manta                         | 2 de mayo de 2018        | Copa Libertadores 2018 | Anotado           |
| Colo-Colo                 | 2 | 0 | Bolívar          | Estadio Monumental, Santiago                 | 15 de mayo de 2018       | Copa Libertadores 2018 | Anotado · Anotado |
| Colo-Colo                 | 2 | 1 | Peñarol          | Estadio Monumental, Santiago                 | 15 de septiembre de 2020 | Copa Libertadores 2020 | Anotado           |
| Copa Sudamericana         |   |   |                  |                                              |                          |                        |                   |
| Universidad Católica      | 0 | 1 | Colo-Colo        | Estadio Olímpico Atahualpa, Quito            | 2 de abril de 2019       | Copa Sudamericana 2019 | Anotado           |

## Estadísticas

### Clubes
| Club | Div           | Temporada     | Liga  | Liga  | Liga   | Copas nacionales(1) | Copas nacionales(1) | Copas nacionales(1) | Torneos internacionales(2) | Torneos internacionales(2) | Torneos internacionales(2) | Total(3) | Total(3) | Total(3) | Media goleadora |
| Club | Div           | Temporada     | Part. | Goles | Asist. | Part.               | Goles               | Asist.              | Part.                      | Goles                      | Asist.                     | Part.    | Goles    | Asist.   | Media goleadora |
| --- | ------------- | ------------- | ----- | ----- | ------ | ------------------- | ------------------- | ------------------- | -------------------------- | -------------------------- | -------------------------- | -------- | -------- | -------- | --------------- |
| Santiago Morning · Chile | 1.ª           | 2000          | 9     | 0     | 1      | —                   | —                   | —                   | —                          | —                          | —                          | 9        | 0        | 1        | 0,00            |
| Santiago Morning · Chile | 1.ª           | 2001          | 19    | 2     | 4      | —                   | —                   | —                   | —                          | —                          | —                          | 19       | 2        | 4        | 0,11            |
| Deportes Puerto Montt · Chile | 2.ª           | 2002          | 18    | 9     | 5      | —                   | —                   | —                   | —                          | —                          | —                          | 18       | 9        | 5        | 0,50            |
| Deportes Puerto Montt · Chile | Total club    | Total club    | 18    | 9     | 5      | 0                   | 0                   | 0                   | 0                          | 0                          | 0                          | 18       | 9        | 5        | 0,50            |
| Santiago Morning · Chile | 2.ª           | 2003          | 30    | 15    | 6      | 1                   | 1                   | 0                   | —                          | —                          | —                          | 31       | 16       | 6        | 0,52            |
| Universidad de Concepción · Chile | 1.ª           | 2004          | 14    | 5     | 3      | —                   | —                   | —                   | 3                          | 2                          | 0                          | 17       | 7        | 3        | 0,41            |
| Universidad de Concepción · Chile | Total club    | Total club    | 14    | 5     | 3      | 0                   | 0                   | 0                   | 3                          | 2                          | 0                          | 17       | 7        | 3        | 0,41            |
| Pachuca Juniors · México | 2.ª           | 2004-05       | 17    | 5     | 2      | —                   | —                   | —                   | —                          | —                          | —                          | 17       | 5        | 2        | 0,29            |
| Pachuca Juniors · México | Total club    | Total club    | 17    | 5     | 2      | 0                   | 0                   | 0                   | 0                          | 0                          | 0                          | 17       | 5        | 2        | 0,29            |
| Santiago Morning · Chile | 2.ª           | 2005          | 32    | 25    | 12     | —                   | —                   | —                   | —                          | —                          | —                          | 32       | 25       | 12       | 0,78            |
| Santiago Morning · Chile | 1.ª           | 2006          | 29    | 11    | 6      | —                   | —                   | —                   | —                          | —                          | —                          | 29       | 11       | 6        | 0,38            |
| Cobreloa · Chile | 1.ª           | 2007          | 27    | 10    | 10     | —                   | —                   | —                   | 2                          | 0                          | 0                          | 29       | 10       | 10       | 0,35            |
| Cobreloa · Chile | Total club    | Total club    | 27    | 10    | 10     | 0                   | 0                   | 0                   | 2                          | 0                          | 0                          | 29       | 10       | 10       | 0,35            |
| Santiago Morning · Chile | 1.ª           | 2008          | 32    | 21    | 12     | 2                   | 3                   | 0                   | —                          | —                          | —                          | 34       | 24       | 12       | 0,71            |
| Santiago Morning · Chile | 1.ª           | 2009          | 18    | 17    | 7      | —                   | —                   | —                   | —                          | —                          | —                          | 18       | 17       | 7        | 0,94            |
| Colo-Colo · Chile | 1.ª           | 2009          | 20    | 9     | 8      | 2                   | 1                   | 0                   | —                          | —                          | —                          | 22       | 10       | 8        | 0,46            |
| Colo-Colo · Chile | 1.ª           | 2010          | 20    | 12    | 6      | —                   | —                   | —                   | 4                          | 3                          | 0                          | 24       | 15       | 6        | 0,63            |
| Colo-Colo · Chile | 1.ª           | 2011          | 32    | 20    | 12     | —                   | —                   | —                   | 5                          | 4                          | 5                          | 37       | 24       | 17       | 0,65            |
| Colo-Colo · Chile | 1.ª           | 2012          | 18    | 9     | 3      | —                   | —                   | —                   | —                          | —                          | —                          | 18       | 9        | 3        | 0,50            |
| Atlante · México | 1.ª           | 2012-13       | 29    | 16    | 4      | 1                   | 1                   | 0                   | —                          | —                          | —                          | 30       | 17       | 4        | 0,57            |
| Atlante · México | Total club    | Total club    | 29    | 16    | 4      | 1                   | 1                   | 0                   | 0                          | 0                          | 0                          | 30       | 17       | 4        | 0,57            |
| Querétaro FC · México | 1.ª           | 2013-14       | 18    | 6     | 4      | 1                   | 0                   | 0                   | —                          | —                          | —                          | 19       | 6        | 4        | 0,32            |
| Querétaro FC · México | Total club    | Total club    | 18    | 6     | 4      | 1                   | 0                   | 0                   | 0                          | 0                          | 0                          | 19       | 6        | 4        | 0,32            |
| Colo-Colo · Chile | 1.ª           | 2013-14       | 13    | 16    | 5      | —                   | —                   | —                   | —                          | —                          | —                          | 13       | 16       | 5        | 1,23            |
| Colo-Colo · Chile | 1.ª           | 2014-15       | 32    | 23    | 5      | 2                   | 1                   | 0                   | 5                          | 5                          | 0                          | 39       | 29       | 5        | 0,74            |
| Colo-Colo · Chile | 1.ª           | 2015-16       | 26    | 9     | 5      | 9                   | 7                   | 1                   | 5                          | 4                          | 0                          | 40       | 20       | 6        | 0,50            |
| Colo-Colo · Chile | 1.ª           | 2016-17       | 28    | 21    | 11     | 8                   | 8                   | 3                   | 2                          | 1                          | 0                          | 38       | 30       | 14       | 0,79            |
| Colo-Colo · Chile | 1.ª           | 2017          | 12    | 6     | 2      | 3                   | 5                   | 0                   | —                          | —                          | —                          | 15       | 11       | 2        | 0,73            |
| Colo-Colo · Chile | 1.ª           | 2018          | 23    | 19    | 1      | 2                   | 0                   | 2                   | 9                          | 3                          | 1                          | 34       | 22       | 4        | 0,65            |
| Colo-Colo · Chile | 1.ª           | 2019          | 15    | 6     | 2      | 2                   | 1                   | 0                   | 2                          | 1                          | 0                          | 19       | 8        | 2        | 0,42            |
| Colo-Colo · Chile | 1.ª           | 2020          | 16    | 3     | 1      | —                   | —                   | —                   | 3                          | 1                          | 0                          | 19       | 4        | 1        | 0,21            |
| Colo-Colo · Chile | Total club    | Total club    | 255   | 153   | 61     | 28                  | 23                  | 6                   | 35                         | 22                         | 6                          | 318      | 198      | 73       | 0,63            |
| Coquimbo Unido · Chile | 2.ª           | 2021          | 23    | 5     | 5      | 3                   | 0                   | 1                   | —                          | —                          | —                          | 26       | 5        | 6        | 0,19            |
| Coquimbo Unido · Chile | 1.ª           | 2022          | 10    | 2     | 0      | —                   | —                   | —                   | —                          | —                          | —                          | 10       | 2        | 0        | 0.20            |
| Coquimbo Unido · Chile | Total club    | Total club    | 33    | 7     | 5      | 3                   | 0                   | 1                   | 0                          | 0                          | 0                          | 36       | 7        | 6        | 0,19            |
| San Antonio Unido · Chile | 3.ª           | 2023          | 4     | 0     | 0      | —                   | —                   | —                   | —                          | —                          | —                          | 4        | 0        | 0        | 0,00            |
| San Antonio Unido · Chile | Total club    | Total club    | 4     | 0     | 0      | 0                   | 0                   | 0                   | 0                          | 0                          | 0                          | 4        | 0        | 0        | 0,00            |
| Santiago Morning · Chile | 2.ª           | 2024          | 8     | 1     | 0      | —                   | —                   | —                   | —                          | —                          | —                          | 8        | 1        | 0        | 0,13            |
| Santiago Morning · Chile | Total club    | Total club    | 177   | 92    | 48     | 3                   | 4                   | 0                   | 0                          | 0                          | 0                          | 180      | 96       | 48       | 0,53            |
| Total carrera | Total carrera | Total carrera | 592   | 303   | 142    | 36                  | 28                  | 7                   | 40                         | 24                         | 6                          | 668      | 355      | 155      | 0,53            |
| (1) Incluye datos de la Liguilla Pre-Sudamericana (2003); Copa México (2013); Supercopa de Chile (2017-18); Copa Chile (2008-Act.). (2) Incluye datos de la Copa Sudamericana (2019); Copa Libertadores (2004-20). (3) No incluye goles en partidos amistosos. |               |               |       |       |        |                     |                     |                     |                            |                            |                            |          |          |          |                 |

### Selección
| Selección | Temporada     | Amistosos | Amistosos | Amistosos | Sudamérica(4) | Sudamérica(4) | Sudamérica(4) | Mundial(5) | Mundial(5) | Mundial(5) | Total | Total | Total  | Media goleadora |
| Selección | Temporada     | Part.     | Goles     | Asist.    | Part.         | Goles         | Asist.        | Part.      | Goles      | Asist.     | Part. | Goles | Asist. | Media goleadora |
| --- | ------------- | --------- | --------- | --------- | ------------- | ------------- | ------------- | ---------- | ---------- | ---------- | ----- | ----- | ------ | --------------- |
| Sub-23 · Chile | 2008          | 4         | 2         | 0         | —             | —             | —             | —          | —          | —          | 4     | 2     | 0      | 0,50            |
| Sub-23 · Chile | Total         | 4         | 2         | 0         | 0             | 0             | 0             | 0          | 0          | 0          | 4     | 2     | 0      | 0,50            |
| Adulta · Chile |               |           |           |           |               |               |               |            |            |            |       |       |        |                 |
| 2006 | 4             | 0         | 0         | —         | —             | —             | —             | —          | —          | 4          | 0     | 0     | 0,00   |                 |
| 2007 | —             | —         | —         | —         | —             | —             | —             | —          | —          | 0          | 0     | 0     | 0,00   |                 |
| 2008 | —             | —         | —         | —         | —             | —             | —             | —          | —          | 0          | 0     | 0     | 0,00   |                 |
| 2009 | 5             | 3         | 1         | 1         | 0             | 0             | —             | —          | —          | 6          | 3     | 1     | 0,50   |                 |
| 2010 | 7             | 3         | 0         | —         | —             | —             | 2             | 0          | 1          | 9          | 3     | 1     | 0,40   |                 |
| 2011 | 3             | 1         | 0         | 7         | 1             | 0             | —             | —          | —          | 10         | 2     | 0     | 0,20   |                 |
| 2012 | 1             | 1         | 0         | —         | —             | —             | —             | —          | —          | 1          | 1     | 0     | 1,00   |                 |
| 2013 | —             | —         | —         | 3         | 1             | 0             | —             | —          | —          | 3          | 1     | 0     | 0,33   |                 |
| 2014 | 2             | 0         | 0         | —         | —             | —             | —             | —          | —          | 2          | 0     | 0     | 0,00   |                 |
| 2015 | —             | —         | —         | —         | —             | —             | —             | —          | —          | 0          | 0     | 0     | 0,00   |                 |
| 2016 | —             | —         | —         | —         | —             | —             | —             | —          | —          | 0          | 0     | 0     | 0,00   |                 |
| 2017 | —             | —         | —         | 5         | 2             | 0             | —             | —          | —          | 5          | 2     | 0     | 0,40   |                 |
| 2018 | 2             | 0         | 0         | —         | —             | —             | —             | —          | —          | 2          | 0     | 0     | 0,00   |                 |
| Total | 24            | 8         | 1         | 16        | 4             | 0             | 2             | 0          | 1          | 42         | 12    | 2     | 0,30   |                 |
| Total carrera | Total carrera | 28        | 10        | 1         | 16            | 4             | 0             | 2          | 0          | 1          | 46    | 14    | 2      | 0,32            |
| (4) Incluye los partidos de las Clasificatorias Sudamericanas / Copa América (2009-17).(5) Incluye partidos de la Copa del Mundo 2010/ Copa del Mundo 2014 |               |           |           |           |               |               |               |            |            |            |       |       |        |                 |

### Resumen estadístico
| Competición           | Partidos | Goles | Promedio | Asistencias | Promedio | Goles y asistencias | Promedio |
| --------------------- | -------- | ----- | -------- | ----------- | -------- | ------------------- | -------- |
| Primera División      | 460      | 243   | 0,53     | 112         | 0,24     | 355                 | 0,77     |
| Segunda División      | 128      | 60    | 0,47     | 30          | 0,23     | 90                  | 0,70     |
| Tercera División      | 4        | 0     | 0,00     | 0           | 0,00     | 0                   | 0,00     |
| Copas nacionales      | 36       | 28    | 0,78     | 7           | 0,19     | 35                  | 0,97     |
| Copas internacionales | 40       | 24    | 0,60     | 6           | 0,15     | 30                  | 0,75     |
| Selección adulta      | 42       | 12    | 0,30     | 2           | 0,05     | 14                  | 0,33     |
| Total                 | 710      | 367   | 0,52     | 157         | 0,22     | 524                 | 0,74     |

### Tripletes
| 1  | 27 de enero de 2007   | Municipal de Calama, Calama         | Cobreloa - Deportes Antofagasta              |  | 7 - 1 | Apertura 2007                  |
| 2  | 16 de octubre de 2008 | Santa Laura, Independencia          | Unión Española - Santiago Morning            |  | 4 - 3 | Copa Chile 2008-09             |
| 3  | 1 de marzo de 2009    | Municipal de La Pintana, La Pintana | Santiago Morning - Universidad de Concepción |  | 5 - 4 | Apertura 2009                  |
| 4  | 4 de abril de 2009    | Sausalito, Viña del Mar             | Everton - Santiago Morning                   |  | 1 - 3 | Apertura 2009                  |
| 5  | 25 de julio de 2009   | Municipal de Concepción, Concepción | Universidad de Concepción - Colo-Colo        |  | 1 - 3 | Clausura 2009                  |
| 6  | 19 de mayo de 2012    | Bicentenario La Florida, La Florida | Audax Italiano - Colo-Colo                   |  | 1 - 3 | Apertura 2012                  |
| 7  | 2 de febrero de 2014  | Monumental, Macul                   | Colo-Colo - Huachipato                       |  | 5 - 3 | Clausura 2014                  |
| 8  | 27 de abril de 2014   | Nelson Oyarzún, Chillán             | Ñublense - Colo-Colo                         |  | 3 - 5 | Clausura 2014                  |
| 9  | 30 de octubre de 2016 | Monumental, Macul                   | Colo-Colo - San Luis                         |  | 3 - 3 | Apertura 2016                  |
| 10 | 27 de agosto de 2017  | Monumental, Macul                   | Colo-Colo - Universidad de Chile             |  | 4 - 1 | Transición 2017                |
| 11 | 11 de febrero de 2018 | Monumental, Macul                   | Colo-Colo - Audax Italiano                   |  | 3 - 2 | Primera División de Chile 2018 |

## Goleador histórico
El 5 de octubre de 2019, Esteban Paredes jugando por Colo Colo anotó su gol número 216 en la división de honor del fútbol chileno ante Universidad de Chile, convirtiéndose en el mayor goleador de la Primera División del fútbol chileno. Cabe destacar que Esteban en las temporadas 2012 y 2013 hizo su carrera en México, incluso fue Campeón de goleo de la Primera División de México Apertura 2012 con 11 tantos, a diferencia de los goleadores Francisco Valdés y Pedro González que hicieron su carrera solo en Chile.
En la presente tabla se muestran la cantidad final de goles de los máximos goleadores en Chile con sus temporadas en actividad y los clubes en la cual respectivamente anotaron.
Clasificación de los 7 máximos goleadores:
| Pos. | Jugador          | Nac.            | Total | Período   | Equipo(s) |
| ---- | ---------------- | --------------- | ----- | --------- | --- |
| 1º   | Esteban Paredes  | Chile           | 221   | 2000-2022 | Santiago Morning, Universidad de Concepción, Cobreloa, Colo Colo, Coquimbo Unido                                     |
| 2º   | Francisco Valdés | Chile           | 215   | 1961-1982 | Colo-Colo, Unión Española, Santiago Wanderers, Deportes Antofagasta, Deportes Arica                                  |
| 3º   | Pedro González   | Chile           | 213   | 1988-2006 | Valdivia, Unión Española, Coquimbo Unido, Cobreloa, Universidad de Chile, Santiago Morning                           |
| 4º   | Honorino Landa   | Chile           | 193   | 1960-1975 | Unión Española, Green Cross-Temuco, Magallanes, Deportes La Serena, Huachipato, Deportes Aviación                    |
| 5º   | Carlos Campos    | Chile           | 184   | 1956-1969 | Universidad de Chile                                                                                                 |
| 6º   | Oscar Fabbiani   | Argentina Chile | 183   | 1974-1988 | Unión San Felipe, Palestino, Everton, Deportes Iquique                                                               |
| 7º   | Marcelo Corrales | Chile           | 181   | 1990-2007 | Palestino, Temuco, Osorno, Wanderers, San Felipe, Universidad Católica, Universidad de Chile, Puerto Montt, Coquimbo |

## Palmarés

### Campeonatos nacionales
| Título             | Club                  | País   | Año    |
| ------------------ | --------------------- | ------ | ------ |
| Primera B          | Deportes Puerto Montt | Chile  | 2002   |
| Segunda División   | Pachuca Juniors       | México | 2004-A |
| Primera B          | Santiago Morning      | Chile  | 2005   |
| Primera División   | Colo-Colo             | Chile  | 2009-C |
| Primera División   | Colo-Colo             | Chile  | 2014-C |
| Primera División   | Colo-Colo             | Chile  | 2015-A |
| Copa Chile         | Colo-Colo             | Chile  | 2016   |
| Supercopa de Chile | Colo-Colo             | Chile  | 2017   |
| Primera División   | Colo-Colo             | Chile  | 2017-T |
| Supercopa de Chile | Colo-Colo             | Chile  | 2018   |
| Copa Chile         | Colo-Colo             | Chile  | 2019   |
| Primera B          | Coquimbo Unido        | Chile  | 2021   |

### Distinciones individuales
| Distinción | Año    |
| --- | ------ |
| Goleador de la Primera B | 2005   |
| Goleador de Primera División de Chile | 2009-A |
| Parte del Equipo Ideal de El Gráfico Chile del año 2009                                                                                             | 2009   |
| Medalla Bicentenario | 2010   |
| Goleador de Primera División de Chile | 2011-C |
| Parte del Equipo Ideal de El Gráfico Chile del año 2011                                                                                             | 2011   |
| Parte del Equipo Ideal de la ANFP temporada 2011 | 2011   |
| Botín de Oro en los Premios ANFP temporada 2011 | 2011   |
| Campeón de goleo de la Primera División de México                                                                                                   | 2012-A |
| Goleador de Primera División de Chile | 2014-C |
| Parte del Equipo Ideal de la ANFP temporada 2013/2014                                                                                               | 2014   |
| Goleador de Primera División de Chile | 2014-A |
| Parte del Equipo Ideal de El Gráfico Chile del año 2014                                                                                             | 2014   |
| Botín de Oro al mejor jugador del año 2014 según la revista El Gráfico Chile                                                                        | 2014   |
| Goleador de Primera División de Chile | 2015-C |
| Parte del Equipo Ideal de la SIFUP-ANFP temporada 2014/2015                                                                                         | 2015   |
| Mejor Jugador de la temporada 2014/2015 según la SIFUP-ANFP                                                                                         | 2015   |
| Goleador de la Copa Chile | 2015   |
| Goleador de la Copa Chile | 2016   |
| Goleador vigente con mayor edad entre las 100 mejores ligas del orbe según la Federación Internacional de Historia y Estadísticas de Fútbol (IFFHS) | 2017   |
| Mejor jugador de Primera División | 2017   |
| Máximo goleador chileno en Copa Libertadores de América con 22 tantos                                                                               | 2018   |
| Goleador de Primera División de Chile | 2018   |
| Goleador histórico de la Primera División de Chile                                                                                                  | 2019   |
| Máximo goleador chileno en Copa Libertadores de América con 23 tantos                                                                               | 2020   |
| Premio Leyenda en la Gala Crack Easy | 2022   |

| Predecesor: Andrés Scotti  | Capitán de Colo-Colo 2011-2012 | Sucesor: Pablo Contreras |
| Predecesor: Gonzalo Fierro | Capitán de Colo-Colo 2016-2021 | Sucesor: Gabriel Suazo   |